# Русский язык
Ру́сский язы́к (МФА: [ˈruskʲɪɪ̯ ɪ̯ɪˈzɨk]о файле) — язык восточнославянской группы славянской ветви индоевропейской языковой семьи, национальный язык русского народа. Является одним из наиболее распространённых языков мира — девятым среди всех языков мира по общей численности говорящих (2025) и седьмым по численности владеющих им как родным (2024). Русский является также самым распространённым славянским языком и самым распространённым языком в Европе — и географически, и по числу носителей языка как родного.
Русский язык — государственный язык Российской Федерации, один из двух государственных языков Беларуси, один из официальных языков Казахстана, Кыргызстана и некоторых других стран, основной язык международного общения в Центральной Евразии, в Восточной Европе, в странах бывшего Советского Союза, один из шести рабочих языков ООН, ЮНЕСКО и других международных организаций. Согласно Конституции России, русский язык является языком государствообразующего народа России.
Число владеющих русским языком в России составляет 137,5 млн человек (2010). Всего в мире на русском говорят 253 млн человек (2025).
Фонологический строй русского языка характеризуется исторически усложнившейся системой консонантизма, включающей 37 согласных фонем, и менее сложной системой вокализма, в которую входят 5 или 6 гласных фонем. При этом как в системе гласных, так и в системе согласных отмечается большое разнообразие позиционных видоизменений. В частности, гласные в безударной позиции ослабляются и в ряде случаев не различаются. Ударение в русском языке — динамическое, разноместное и подвижное.
По морфологическому строю русский язык преимущественно флективный, синтетический. Грамматическое значение лексем передаётся, как правило, с помощью флексий. Каждая флексия обычно выражает одновременно несколько значений. Наряду с синтетическими формами, в русском языке наблюдается также развитие элементов аналитизма.
Синтаксис русского языка характеризуется относительно свободным порядком слов, противопоставлением однокомпонентных и двухкомпонентных структур простых предложений, наличием трёх видов сложных предложений, активной ролью интонационных средств.
Лексический состав русского языка в своей основе — исконно русский. Средства пополнения словарного фонда — образование слов по собственным моделям и заимствования. К ранним заимствованиям относят церковнославянизмы, грецизмы и тюркизмы. C XVIII века преобладают голландские, немецкие и французские заимствования, с XX века — англицизмы.
Диалекты русского языка группируются в два наречия: северное и южное. Между наречиями локализуются переходные среднерусские говоры, ставшие основой современного литературного языка.
В истории русского языка выделяют три основных периода: древнерусский, общий для русского, белорусского и украинского языков (VI—XIV веков), старорусский или великорусский (XIV—XVII веков) и период национального русского языка (с середины XVII века). В основе письменности лежит старославянская кириллица.
Комплекс наук о русском языке называется лингвистической русистикой.

## О названии

Написание «русский язык» — из азбуки В. Ф. Бурцова (ер и ерь переданы паерком), 1637 год

Лингвоним «русский язык» соотносится с этнонимом и топонимом «Русь». В силу ряда исторических изменений (c появлением форм на -о- и удвоением -сс-) сложились современные названия языка, народа и государства: «русский язык», «русские», «Россия».
В разное время наряду с названием «русский» были употребительны такие лингвонимы, как «российский» и «великорусский». Первый был образован от греческого названия Руси — «Россия», второй возник от хоронима «Великороссия». Название «российский язык» появилось в XVII веке и получило широкое распространение в XVIII веке, его использовал, в частности, М. В. Ломоносов («Российская грамматика»). В первой половине XIX века этот лингвоним архаизировался и перешёл в разряд лексических историзмов. Название «великорусский» (или «великоросский») появилось в связи со сложившимся разделением бывших древнерусских земель на Великую, Малую и Белую Русь; чаще всего подобное название использовалось для того, чтобы обозначить не национальный или литературный язык, а диалектную речь великорусов. В начале XX века термин «великорусский» вышел из активного употребления.

## Лингвогеография

### Ареал и численность
Основной территорией распространения русского языка является Российская Федерация. По данным всероссийской переписи 2010 года, численность говорящих на русском языке составила 137 495 тыс. человек (99,4 % из числа ответивших на вопрос о владении русским языком), из них русских — 110 804 тыс. человек. В городах русским языком владел 101 млн человек (99,8 %), в сельской местности — 37 млн человек (98,7 %). В качестве родного русский язык указали 118 582 тыс. человек, из них русских — 110 706 тыс., украинцев — 1456 тыс., татар — 1086 тыс. Согласно переписи 2002 года, владение русским языком указали 142,6 млн человек (99,2 %).

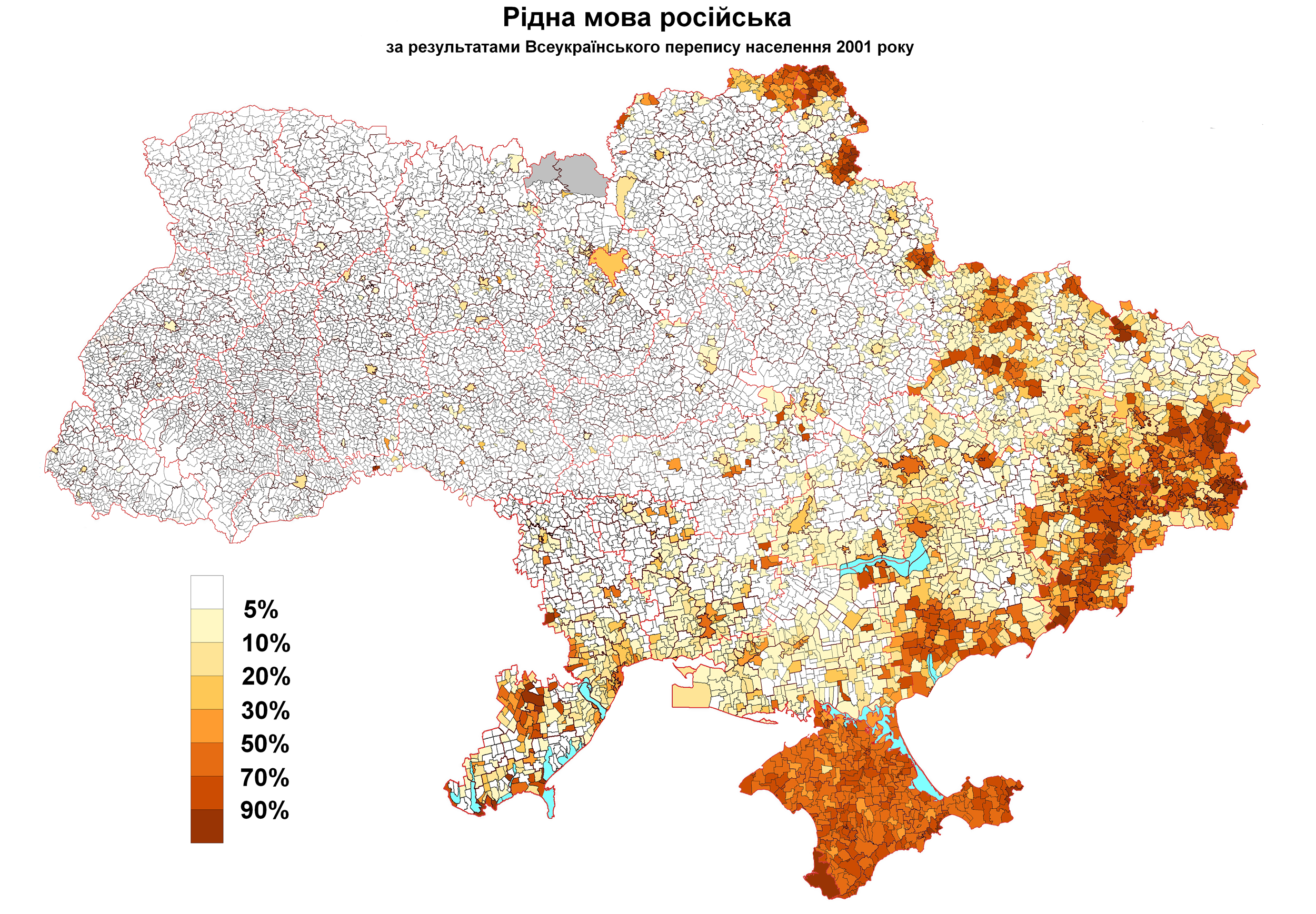
Украина — второе государство в мире после России по численности населения, владеющего русским языком (доля назвавших русский родным языком по сельским, городским и посёлковым советам во время переписи 2001 года)

Помимо Российской Федерации, русский язык (отличающийся от используемого в России региональными особенностями) широко распространён также в ряде других государств, входивших в состав СССР. По разным данным, носителей русского языка в этих странах насчитывается от 52 млн (2005) до 94 млн человек (2010).
Согласно всеукраинской переписи 2001 года, 7994 тыс. русских на Украине родным назвали язык своей национальности — русский, также родным русский язык назвали 6280 тыс. представителей других этносов (из них 5545 тыс. — украинцы); помимо указавших русский родным языком, ещё 17 177 тыс. человек заявили, что свободно им владеют. Территориально русский был наиболее распространён в Севастопольском горсовете (где его родным назвали 90,6 % населения), Автономной Республике Крым (77,0 %), Донецкой (74,9 %) и Луганской (68,8 %) областях; наименее — в Ровненской (2,7 %), Волынской (2,5 %), Ивано-Франковской (1,8 %) и Тернопольской (1,2 %) областях.

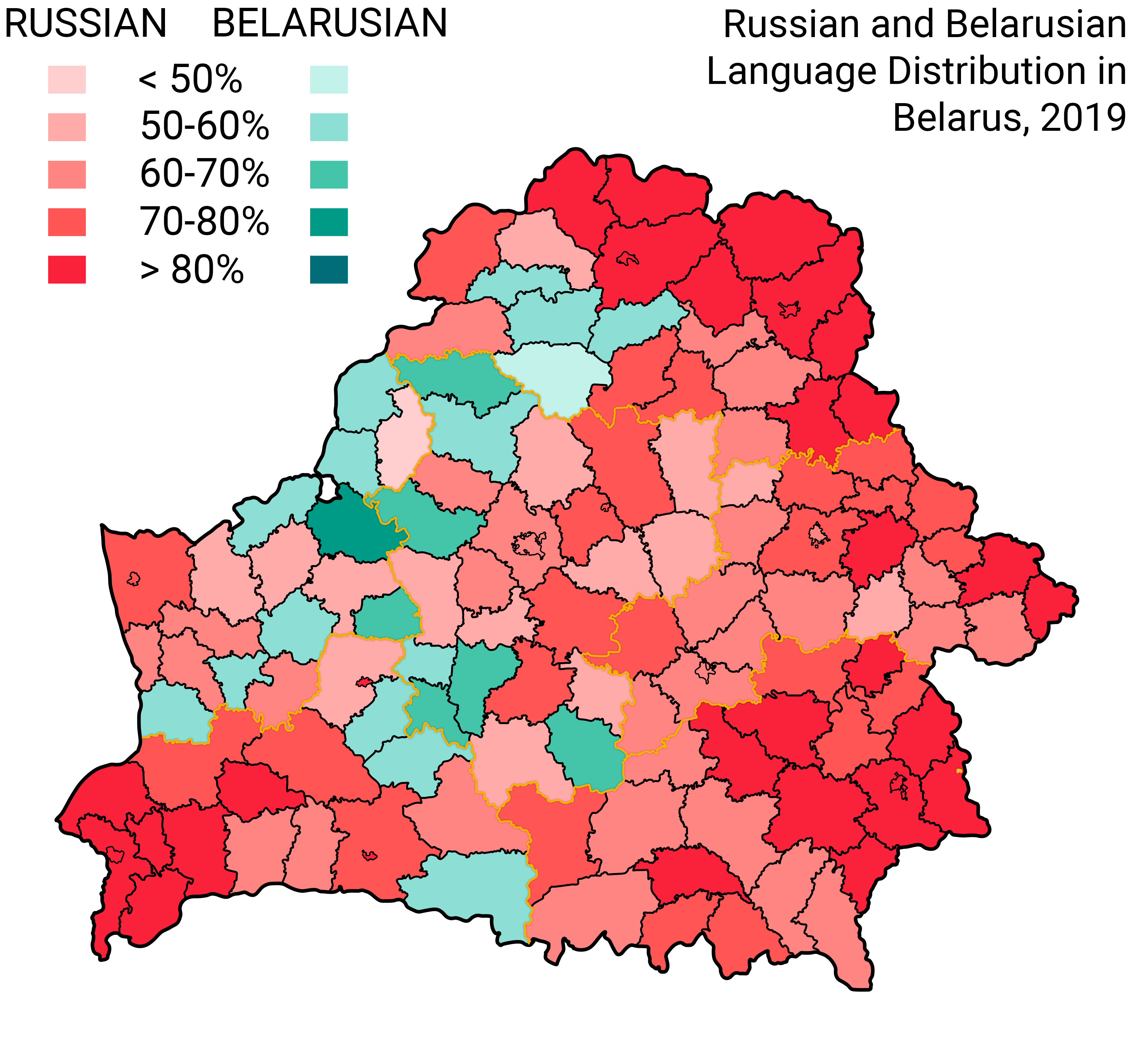
Языки общения в Беларуси по данным переписи 2019 года (преимущественно русскоязычные районы и горсоветы красным).

По данным белорусской переписи 2009 года, родным языком назвали русский 3948 тыс. жителей Беларуси (из них 2944 тыс. этнических белорусов и 756 тыс. русских); языком, на котором разговаривают дома, русский назвали 6673 тыс. человек (из них 5552 тыс. белорусов и 758 тыс. русских); другим языком, которым свободно владеют, русский назвали 1305 тыс. человек. По данным Национального статистического комитета Республики Беларусь, в 2023/24 учебном году 91,42 % учащихся в дневных учреждениях общего среднего образования Беларуси школьников обучались в классах с преподаванием на русском языке.
В Казахстане, согласно переписи 2009 года, русский язык назвали родным 3747 тыс. русских (98,8 %), кроме того, жители Казахстана всех национальностей в возрастной категории от 15 лет заявили, что понимают устную русскую речь — 11 471 тыс. человек (94,4 %), свободно читают — 10 725 тыс. человек (88,2 %) и свободно пишут — 10 309 тыс. человек (84,8 %).
В Узбекистане численность владеющих русским языком оценивается в пределах от 3,6 млн (2005) до 11,8 млн (2009—2012) при наличии около 1,1 млн русского населения.
В Кыргызстане, по данным переписи 2009 года, русским языком как родным владели 482 тыс. человек, в качестве второго языка общения русский использовали 2109 тыс. человек, всего — 2592 тыс. человек или 48 % населения страны.
В ходе переписи населения 2004 года в Молдове русский язык назвали родным 97,2 % из 201 тыс. этнических русских, 31,8 % из 282 тыс. украинцев, 5,8 % из 147 тыс. гагаузов, 2,5 % из 2565 тыс. молдаван. Языком повседневного общения назвали русский 16,0 % из 3383 тыс. всего населения Молдовы.
В Латвии по итогам переписи 2011 года языком повседневного общения русский назвали 699 тыс. человек, в том числе 460 тыс. русских, 90 тыс. латышей и 54 тыс. белорусов.
По итогам переписи и оценочным данным, численность владеющих русским языком на постсоветском пространстве за пределами России в 2009—2012 годах составила:
| Страны        | всего (чел.) | родной язык (чел.) |
| ------------- | ------------ | ------------------ |
| Украина       | 36 800 000   | 12 000 000         |
| Казахстан     | 13 500 000   | 3 429 747          |
| Узбекистан    | 11 800 000   | 900 000            |
| Беларусь      | 8 992 000    | 3 948 000          |
| Азербайджан   | 4 900 000    | 140 000            |
| Кыргызстан    | 2 700 000    | 400 000            |
| Таджикистан   | 2 500 000    | 50 000             |
| Грузия        | 2 400 000    | 67 500             |
| Армения       | 2 100 000    | 10 000             |
| Латвия        | 1 800 000    | 680 000            |
| Молдова       | 1 700 000    | 250 000            |
| Литва         | 1 300 000    | 180 000            |
| Эстония       | 950 000      | 400 000            |
| Туркменистан  | 900 000      | 150 000            |
| Приднестровье | 500 000      | 300 000            |
| Абхазия       | 450 000      | 25 000             |
| Южная Осетия  | 50 000       | 25 000             |

Большое число владеющих русским языком живёт в странах дальнего зарубежья — в европейских государствах, в США, Канаде, Израиле и многих других странах. Наибольшая численность носителей русского языка как родного отмечается в США (730 тыс. человек, 2000) и в Германии (свыше 350 тыс. человек, 2011).
Численность владеющих русским языком как родным во всём мире оценивается в 154 млн человек (2022), численность владеющих русским как вторым языком оценивается в 110 млн человек (2009), общая численность говорящих на русском составляет 258,2 млн человек (2022).
Помимо России и других бывших республик СССР, русским языком к 2010 году владели в Восточной Европе и на Балканах — 12,9 млн человек, в Западной Европе — 7,3 млн, в Азии — 2,7 млн, на Ближнем Востоке и в Северной Африке — 1,3 млн, в Африке к югу от Сахары — 0,1 млн, в Латинской Америке — 0,2 млн, в США, Канаде, Австралии и Новой Зеландии — 4,1 млн.
Страны дальнего зарубежья с наибольшей численностью населения, владеющего русским языком как родным, вторым или иностранным (2010):
| Страны   | общее число (тыс. чел.) | доля от населения страны, в % |
| -------- | ----------------------- | ----------------------------- |
| Польша   | 5500                    | 14,3                          |
| Германия | 5400                    | 6,7                           |
| США      | 3500                    | 1,1                           |
| Болгария | 2000                    | 27,2                          |
| Чехия    | 2000                    | 19,2                          |
| Сербия   | 1400                    | 19,7                          |
| Словакия | 1300                    | 24,0                          |
| Монголия | 1200                    | 45,3                          |
| Израиль  | 1000                    | 13,2                          |
| Китай    | 700                     | 0,05                          |

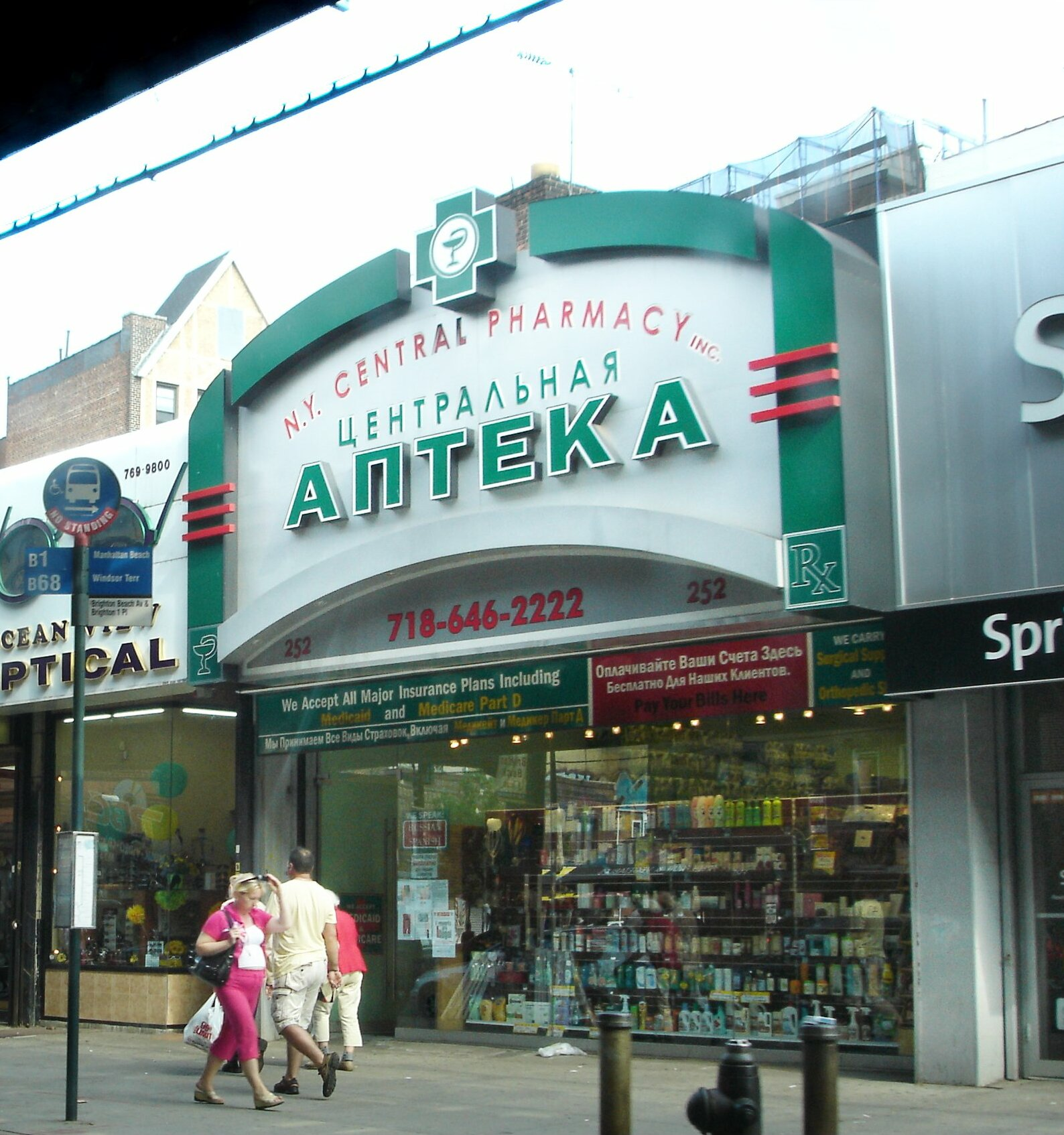
Вывеска на русском языке в районе Брайтон-Бич, Нью-Йорк

По степени распространённости (общему количеству владеющих языком людей) русский в 2022 году занимал восьмое место в мире (258,2 млн) после английского (1,5 млрд носителей), севернокитайского (1,1 млрд), хинди (602,2 млн), испанского (548,3 млн), французского (274,1 млн), стандартного арабского (274,0 млн) и бенгальского (272,7 млн) языков. Среди языков, являющихся для их носителей родными, русский в 2022 году занимал седьмое место в мире (154,0 млн) после севернокитайского (929,0 млн), испанского (474,7 млн), английского (372,9 млн), хинди (343,9 млн), бенгальского (233,7 млн) и португальского (232,4 млн) языков.

### Социолингвистические сведения
До 1991 года русский язык был языком межнационального общения СССР, де-факто исполняя функции государственного языка. Он продолжает использоваться в странах, ранее входивших в состав СССР, и теперь: как родной язык — для части населения, и как язык межнационального общения — для всего населения этих стран.
В настоящее время русский язык имеет официальный статус в России и в целом ряде стран и регионов, находящихся по большей части на постсоветском пространстве. Во многих государствах, где статус русского языка закреплён законодательно, его функции по отношению к языкам титульных наций являются ограниченными. Заметным исключением является Беларусь, в которой по результатам референдума 1995 года русский язык получил равный с белорусским статус, после чего в стране возобновилась и усилилась русификация.

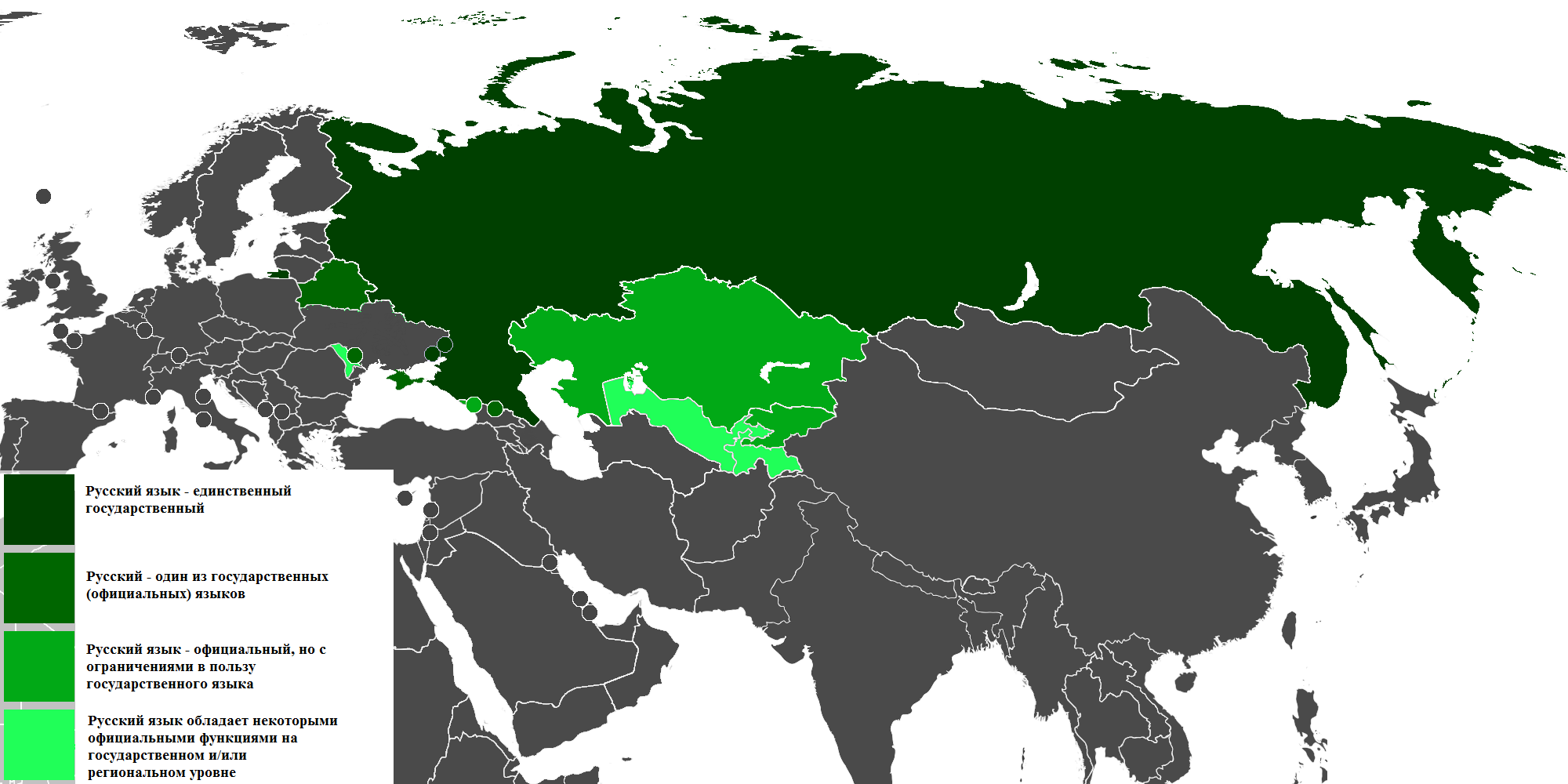
Официальные функции русского языка в странах и регионах мира

В соответствии с Конституцией Российской Федерации (1993) и законом «О государственном языке Российской Федерации» (2005), на всей территории страны государственным является русский язык. Он используется во всех сферах политической, экономической, социальной и культурной жизни России, на нём проводится обучение в российских школах и вузах. В республиках — субъектах Российской Федерации русский также имеет статус государственного наряду с титульными языками этих республик.
Русский язык является государственным в Беларуси (наряду с белорусским), в частично признанной Южной Осетии (наряду с осетинским) и в непризнанной Приднестровской Молдавской Республике (наряду с молдавским и украинским).
Русский язык считается официальным языком государственных учреждений (но ниже государственного по статусу) в Казахстане, Кыргызстане и в частично признанной Республике Абхазия. В Армении, Польше, некоторых административных единицах Молдовы (Гагаузия), Норвегии (Шпицберген) и Румынии русский признан одним из региональных официальных языков или одним из языков национальных меньшинств.
В ряде стран и территорий русский язык, не являясь официальным, выполняет некоторые общественные функции. Так, в Таджикистане, согласно Конституции, русский признан «языком межнационального общения» и официально используется в законотворчестве. В Узбекистане русский язык используется в органах ЗАГСа и нотариальных органах. В некоторых округах штата Нью-Йорк в США на русский язык должны переводиться документы, связанные с выборами. В Израиле в упаковках лекарств обязательно должна присутствовать развёрнутая информация о препарате не только на иврите, но и на русском и арабском.

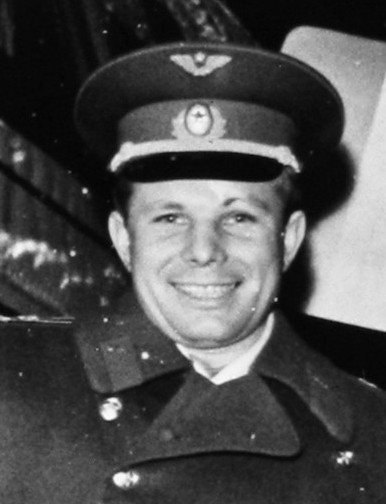
Первые слова человечества за пределами Земли произнесены Ю. А. Гагариным на русском языке 12 апреля 1961 г. с борта космического корабля «Восток-1»

Русский язык является официальным или рабочим языком в ряде международных объединений и организаций, в их числе: ООН и некоторые её специализированные учреждения, а также СНГ, ОДКБ, ЕАЭС, ШОС, ОБСЕ, МФОКК и КП, ГУАМ и т. д.
Русский язык используется не только в тех государствах, в которых имеет официальный статус. Он сравнительно широко распространён и во многих других странах мира. Как один из развитых мировых языков русский применяется в различных сферах международного общения, в частности, выступает в качестве «языка науки» как средство коммуникации учёных из разных стран и как средство кодирования и хранения общечеловеческих знаний. На нём создана богатая оригинальная художественная, научная и техническая литература, на русский язык переведено многое из созданного мировой культурой и наукой. По данным электронной базы данных реестра переводов «Index Translationum», русский является одним из самых активно используемых при переводе языков в мире. Среди языков, на которые переводятся книги, русский — на 7-м месте. Среди языков, с которых чаще всего переводят, русский — на 4-м месте. В 2013 году русский язык вышел на 2-е место среди самых популярных языков Интернета. По состоянию на 24 мая 2025 года по использованию в Интернете занимает 7-е место (после английского, испанского, немецкого, японского, французского и португальского).
Распространению русского языка в мире способствует как политическая роль русскоязычных стран, так и значимость культуры, связанной с русским языком, в первую очередь русской классической литературы XIX века. Во многих странах мира русский язык включается в программу среднего и высшего образования как иностранный язык. С 1967 года работу по преподаванию русского языка координирует Международная ассоциация преподавателей русского языка и литературы, объединяющая около 200 коллективных членов (национальные союзы русистов, крупнейшие университеты и т. д.). В 1973 году создан Государственный институт русского языка имени А. С. Пушкина — важнейший учебный и научно-исследовательский центр, ставящий одной из своих целей распространение русского языка и культуры за рубежом. В 1980-е годы русский язык изучался за пределами СССР в более чем 90 странах мира 22—24 миллионами школьников, студентов и других лиц (прежде всего в странах Восточной Европы). Около 500 млн человек владели русским как родным, неродным или иностранным с различным уровнем знания. В конце XX — начале XXI века в результате геополитических изменений в мире наблюдается значительное уменьшение количества изучающих русский как неродной или иностранный язык. В 1990-е годы число изучающих русский язык за пределами России и постсоветского пространства оценивалось в 10—12 млн человек.
В XXI веке русский язык продолжает терять свои позиции как в мире в целом, так и в России в частности. В странах бывшего СССР русский язык вытесняется языками титульных наций (свою роль в этом процессе играет и уменьшение численности русских с 25—30 млн человек до 17 млн человек с 1991 по 2006 год из-за эмиграции, депопуляции и смены национальной идентификации), а в России употребление русского языка сокращается в связи с уменьшением численности русских и общей убылью населения России.
По прогнозам, численность владеющих русским языком к 2025 году в России уменьшится до 110 млн человек, в мире — до 215 млн человек, к 2050 году в мире — до 130 млн человек.
Изменение удельного веса владеющих русским языком в общей численности населения Земли в 1900—2010 годах (оценка):
| Годы | Общемировая численность населения, млн чел. | Численность населения Российской империи, СССР, РФ, млн чел. | Доля в общемировой численности населения, % | Число владевших русским языком, млн чел. | Доля в общемировой численности населения, % |
| ---- | ------------------------------------------- | ------------------------------------------------------------ | ------------------------------------------- | ---------------------------------------- | ------------------------------------------- |
| 1900 | 1650                                        | 138,0                                                        | 8,4                                         | 105                                      | 6,4                                         |
| 1914 | 1782                                        | 182,2                                                        | 10,2                                        | 140                                      | 7,9                                         |
| 1940 | 2342                                        | 205,0                                                        | 8,8                                         | 200                                      | 7,6                                         |
| 1980 | 4434                                        | 265,0                                                        | 6,0                                         | 280                                      | 6,3                                         |
| 1990 | 5263                                        | 286,0                                                        | 5,4                                         | 312                                      | 5,9                                         |
| 2004 | 6400                                        | 144,1                                                        | 2,3                                         | 278                                      | 4,3                                         |
| 2010 | 6820                                        | 142,9                                                        | 2,1                                         | 260                                      | 3,8                                         |

Использование русского языка во многих странах мира поддерживается, помимо прочего, русской диаспорой.
В местах компактного проживания эмигрантов из стран бывшего СССР (Канада, США, Германия, Израиль и другие страны) выпускаются русскоязычные периодические издания, работают радиостанции и телевизионные каналы, открыты русскоязычные частные детские сады и школы, филиалы российских вузов и другие общеобразовательные структуры. Среди большей части носителей русского языка в диаспорах распространено двуязычие.

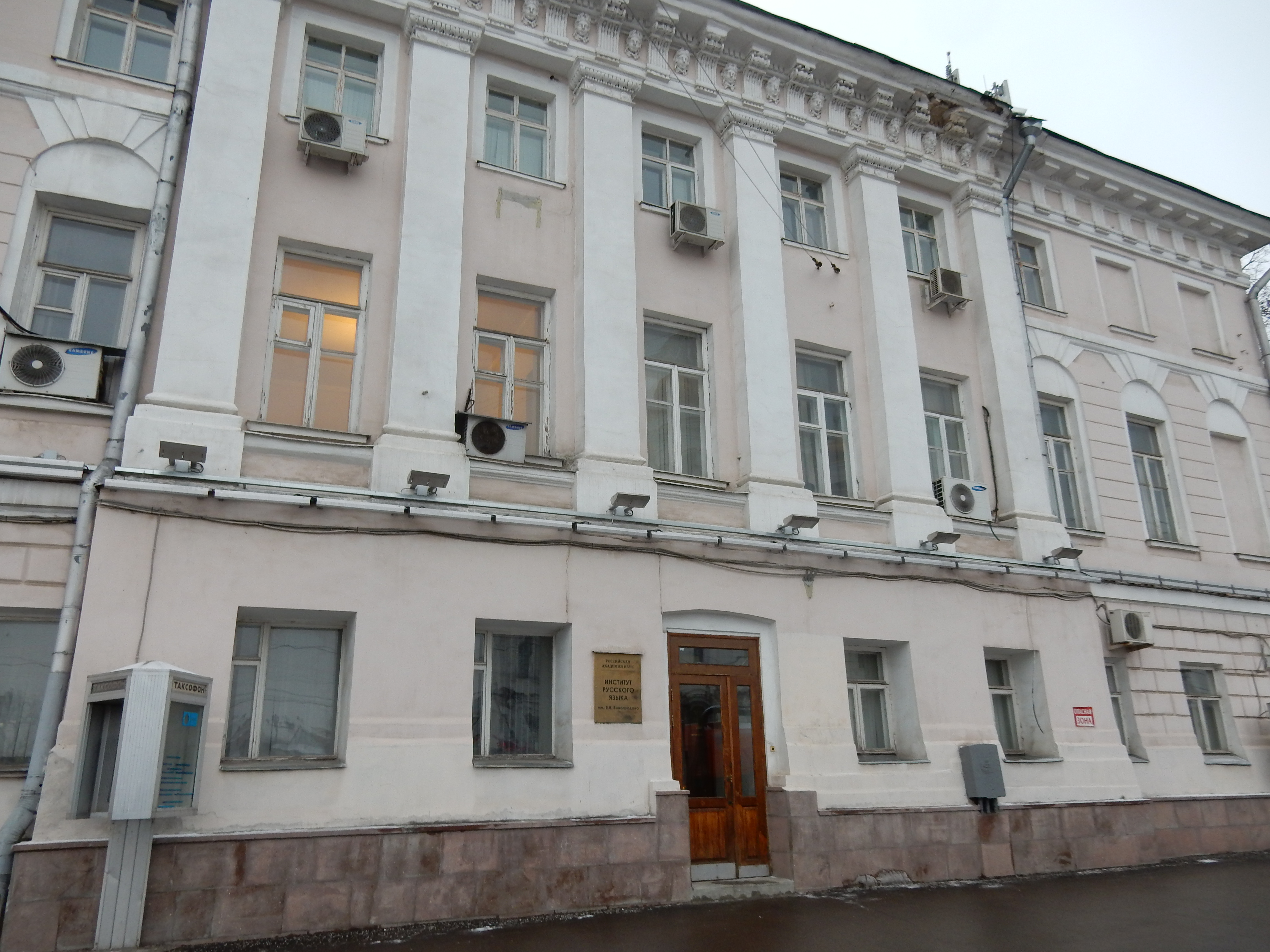
Институт русского языка имени В. В. Виноградова РАН

Для современного национального русского языка характерно существование в нескольких формах. Наиболее значимой формой является литературный язык. Меньшее значение имеют территориальные и социальные диалекты, а также просторечие. Для любых групп носителей русского языка сложности во взаимопонимании отсутствуют, поскольку все формы языка характеризуются достаточно близкими системами фонетики и грамматики, а также объединяются общим основным словарным фондом.
Литературный русский язык сформировался на основе среднерусских говоров Москвы и её окрестностей. В нём выделяются две разновидности, письменная и разговорная. Современный литературный русский язык обрёл свои основные очертания в первой половине XIX века, наиболее ярко и полно нормы литературного языка были отражены в литературной деятельности А. С. Пушкина. В дальнейшем стандартный русский язык развивался благодаря творчеству крупнейших русских писателей XIX—XX веков, а также благодаря становлению языка русской науки и публицистики. В XX веке литературный русский язык обретает черты высокоразвитого и высоконормированного языка. С распространением всеобщего образования и расширением роли средств массовой информации литературный язык вытеснил все прочие формы русского языка и стал ведущим средством общения русской нации.
Центром научного исследования русского языка является Институт русского языка имени В. В. Виноградова РАН, основанный в 1944 году. В сферу научной деятельности Института включены все направления русистики, в том числе создание грамматик и словарей русского языка. Как предмет научных исследований русский язык включён в программу многих российских и зарубежных научных и образовательных учреждений. За пределами России наиболее длительную традицию университетская русистика имеет во Франции (с конца XIX века) и в Великобритании (с начала XX века). Национальные школы русистики сложились в Польше, Чехии, Болгарии, Германии, Норвегии, Франции, США, Канаде, Японии и других странах.

#### Региональные варианты
В том или ином регионе распространения русского языка отмечается формирование местных разговорных разновидностей, отличающихся в силу разных причин от нормативного разговорного варианта русского литературного языка.
В качестве таких локальных разновидностей выделяются прежде всего особенности русской речи, характерные для носителей русского языка, живущих за пределами России.
Ряд исследователей определяет эти разновидности как региональные варианты русского языка (иначе — территориальные койне). В последнее время они активно формируются на постсоветском пространстве — белорусский, украинский, казахстанский и другие — в условиях влияния на русскую речь в том или ином государстве фонетических, грамматических, лексических и других особенностей языков титульных этносов. В виде подобных койне функционирует русская речь также и в диаспорах дальнего зарубежья среди эмигрантов.
Межъязыковые контакты, влияние местных русских диалектов, региональные особенности исторического, экономического и социального характера, а также другие факторы способствуют образованию «регионально окрашенной речи» в разных областях на территории России (пермской, дальневосточной, дагестанской и т. д.). К ним также предлагается применять термин «региональный вариант» или «региолект».
У литературного русского языка в письменной форме региональных вариантов не существует. В то же время в качестве особой сферы существования литературного языка в XX—XXI веках рассматривается так называемый язык русского зарубежья, представленный богатой художественной литературой.

#### Смешанные и производные идиомы
Русский язык послужил основой для формирования ряда пиджинов и разного рода смешанных форм речи.
Наиболее известными изученными пиджинами на русской основе являются руссенорск, таймырская говорка и кяхтинский пиджин. Первый из них был распространён на Кольском полуострове и сложился в результате торговых контактов носителей русского и норвежского языков, второй сложился на Таймыре как средство общения затундренных русских крестьян, нганасанов и долганов, третий сформировался в Забайкалье на основе элементов русского и китайского языков. Наиболее известным смешанным языком является алеутско-медновский язык, распространённый среди алеутов острова Медный.
Особые формы смешанной устной речи представляют собой так называемый «суржик», сложившийся в юго-восточных и центральных областях Украины, в основном в городах (Запорожье, Донбасс, Кривой Рог, Одесса), а также в Крыму, и так называемая «трасянка» в Беларуси. Данные формы появились в результате смешения преимущественно русской лексики с преимущественно украинской или белорусской фонетикой и грамматикой.
Характерные особенности присущи также русскому языку Одессы, возникшему под влиянием еврейского языка идиш. Одесский русский получил широкую известность благодаря использованию его черт в литературных произведениях и кинематографе. Он рассматривается исследователями и как региональный вариант русского языка, и как смешанный язык.

### Диалекты
В современном диалектном членении русского языка территорию распространения русских диалектов разделяют на две области: первая включает центральные районы Европейской части России — территорию исконного расселения русских, на которой первоначально — в основном до XV века — сформировались русские диалекты и русский национальный язык; вторая охватывает Среднее и Нижнее Поволжье, Кавказ, Урал, Сибирь, Дальний Восток и другие территории позднего расселения, которые осваивались русскими уже после формирования русской нации, русского языка и его диалектов, начиная с XVI и вплоть до XX века.
В пределах территории раннего формирования сложились две большие группировки русских диалектов — северное наречие и южное наречие, характеризуемые рядом противопоставленных друг другу диалектных явлений. Так, например, для севернорусских говоров характерны оканье, взрывное образование фонемы /г/ — [г], твёрдое -т в окончаниях глаголов 3-го лица (но́сит, но́сят); форма существительных родительного падежа у жон[ы́]; такие слова, как зы́бка, о́зимь, ла́ет и т. д. Этим диалектным явлениям противостоят черты южнорусских говоров: аканье, фрикативное образование /г/ — [ɣ], мягкое -т’ в окончаниях глаголов 3-го лица (но́сит’, но́сят’); форма у жен[é]; слова с теми же значениями лю́лька, зеленя́, бре́шет и т. д. Ещё один крупный ареал, сопоставимый по охвату с наречиями, занимают переходные среднерусские говоры. Они не имеют общих для них собственных диалектных черт и характеризуются сочетанием тех или иных особенностей двух наречий: весь ареал среднерусских говоров охватывает, с одной стороны, севернорусское взрывное произношение /г/, с другой стороны — южнорусское аканье.
Для говоров позднего формирования характерны отсутствие чёткого диалектного деления, пестрота небольших ареалов, наличие смешанных говоров переселенцев из разных регионов, преимущественно повторение черт, известных в ареалах территории раннего формирования.
Согласно диалектному членению русского языка, предложенному в 1965 году К. Ф. Захаровой и В. Г. Орловой, в составе наречий и среднерусских говоров выделяются следующие группы говоров и говоры, не образующие самостоятельных групп:
- Северное наречие:

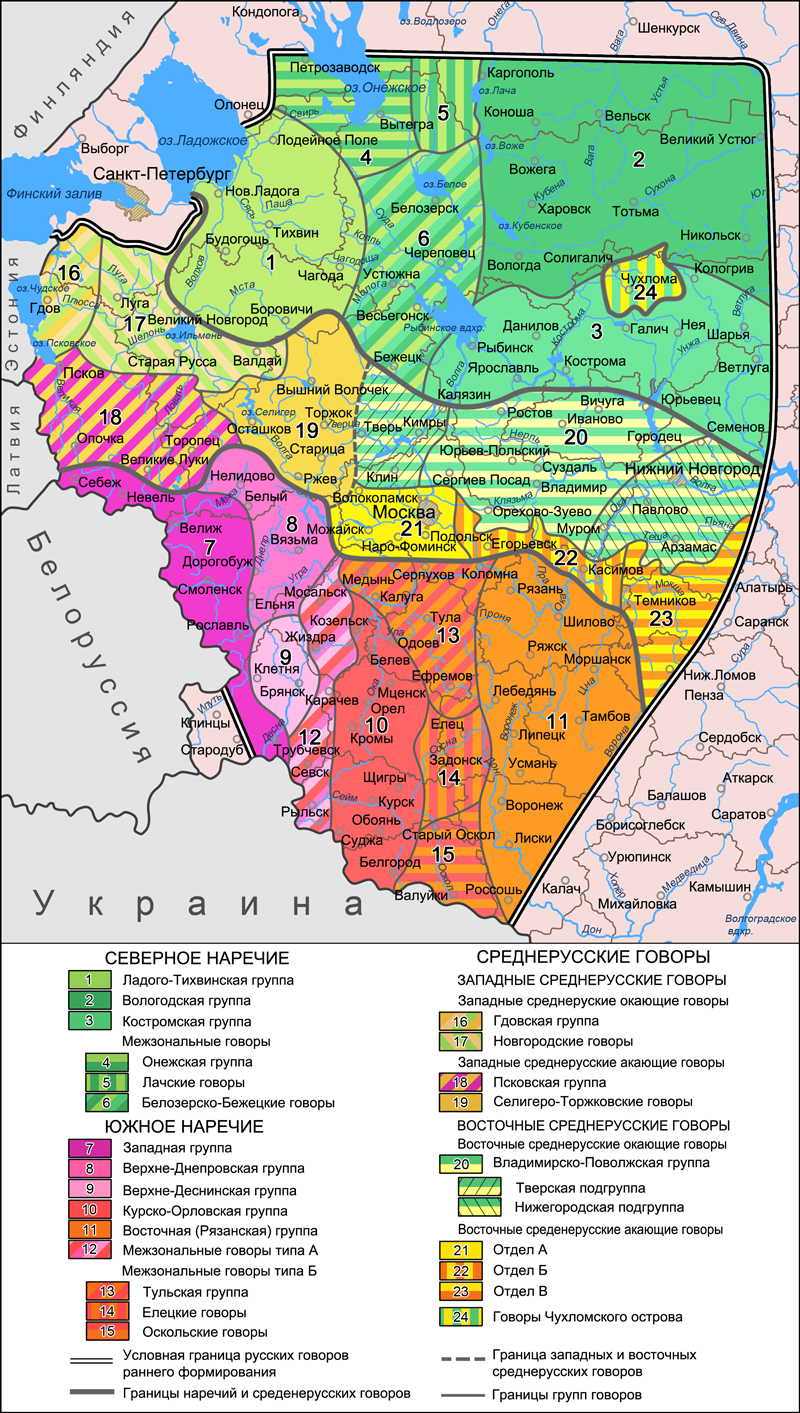
Диалекты русского языка на территории их первичного формирования (диалектологическая карта русского языка
1965 года)

  - Ладого-Тихвинская группа говоров;
  - межзональные говоры северного наречия (Онежская группа говоров, лачские говоры, белозерско-бежецкие говоры);
  - Вологодская группа говоров, Костромская группа говоров;
  - Архангельская (Поморская) группа говоров[~ 5][99][100].
- Южное наречие:
  - Западная группа говоров, Верхне-Днепровская группа говоров, Верхне-Деснинская группа говоров;
  - межзональные говоры А южного наречия;
  - Курско-Орловская группа говоров;
  - межзональные говоры Б южного наречия (Тульская группа говоров, елецкие говоры, оскольские говоры);
  - Восточная (Рязанская) группа говоров;
  - Донская группа говоров[~ 5][101].
- Среднерусские говоры:
  - западные среднерусские говоры:
    - западные среднерусские окающие говоры:
      - новгородские говоры;
      - Гдовская группа говоров;

    - западные среднерусские акающие говоры:
      - Псковская группа говоров;
      - селигеро-торжковские говоры;

  - восточные среднерусские говоры:
    - восточные среднерусские окающие говоры:
      - Владимирско-Поволжская группа говоров (с Тверской и Нижегородской подгруппами);

    - восточные среднерусские акающие говоры:
      - отдел А восточных среднерусских акающих говоров;
      - отдел Б восточных среднерусских акающих говоров;
      - отдел В восточных среднерусских акающих говоров;
      - говоры чухломского острова.

Кроме наречий и групп говоров, выделяются также особые ареальные единицы — диалектные зоны, выполняющие вспомогательную роль: западная, северная, северо-западная, северо-восточная, южная, юго-западная, юго-восточная и центральная.
Формирование современных русских диалектных групп происходило в результате различного рода взаимодействий, преобразований и перегруппировок диалектов древнерусского языка. На основе новгородского и ростово-суздальского диалектов сложились северное наречие и при взаимодействии с южнорусской диалектной областью среднерусские говоры. Южное наречие сформировалось на основе южнорусского акающего диалекта и испытавшего влияние акающих говоров смоленско-полоцкого диалекта.
Диалектные различия в русском языке, как правило, выражены не настолько сильно, чтобы препятствовать взаимопониманию между носителями говоров из разных регионов, а также между носителями говоров и литературного языка. Широкое распространение СМИ, введение всеобщего образования, масштабные миграции населения в XX веке способствовали стиранию диалектных различий и сужению круга лиц, использующих говоры в чистом виде. Традиционные говоры сохраняются только сельским населением (в основном старшим поколением), городское население владеет говорами только в размытом виде, через посредство просторечия.

## Письменность
Для письма в русском языке используется алфавит, основанный на кириллице; современный русский алфавит — это кириллица в гражданской модификации. Кириллический алфавит был создан на основе византийского греческого алфавита с добавлением букв для обозначения специфических славянских фонем. На Руси кириллица появилась не позднее начала X века и широко распространилась в процессе христианизации. C X по XVIII век тип шрифта кириллицы претерпевал изменения — в разное время распространялись устав, полуустав, скоропись и т. д. С XVIII века кириллический алфавит применяется только для религиозной литературы, во всех прочих сферах используется гражданский шрифт, введённый Петром I в 1708 году. В дальнейшем графика и орфография пережили ряд преобразований (наиболее значительные изменения были приняты во время реформы 1918 года), в результате которых были исключены буквы і, ѣ, ѳ и ѵ, введены буква й и факультативно буква ё. В настоящее время повсеместно распространены графика и орфография, принятые в 1918 году; лишь в небольшой части изданий русского зарубежья сохраняется орфография старого стиля.
Алфавит русского языка, включающий 33 буквы:
| А а | Б б | В в | Г г | Д д | Е е | Ё ё | Ж ж | З з | И и | Й й |
| К к | Л л | М м | Н н | О о | П п | Р р | С с | Т т | У у | Ф ф |
| Х х | Ц ц | Ч ч | Ш ш | Щ щ | Ъ ъ | Ы ы | Ь ь | Э э | Ю ю | Я я |

Орфография русского языка относится к морфологическому типу с элементами фонетического и традиционного типов. Разновидности морфемы с отличием в позициях фонем пишутся одинаково: вода́ [vʌdá] — во́ды [vódɨ], дуб [dup] — дубы [dubɨ]. Фонетический принцип используется в небольшом числе случаев: в написании приставок с конечной фонемой /з/:
разбить, безоружный (перед буквой, передающей гласную и звонкую согласную), но воспалённый, исписать (перед буквой, передающей глухую согласную); в написании ы вместо и в начале корня после приставок с твёрдой согласной на конце: предыстория, разыграть и т. д. Немногочисленны случаи и традиционного типа написания: собака, генеалогия, колибри, расти, доброго, ночь (но луч) и т. д.
Ударение в русском языке на письме обычно не выделяется, одним из возможных случаев проставления знака ударения ´ над гласной буквой является необходимость различения омографов: за́мок и замо́к.

## История
В истории русского языка выделяются три основных периода:
- древнерусский,
- старорусский,
- период национального языка.

Древнерусский период, традиционно рассматриваемый в русистике как начальный этап исторического развития русского языка, фактически является историей древнерусского языка — предка всех современных языков восточнославянской группы.

### Древнерусский период

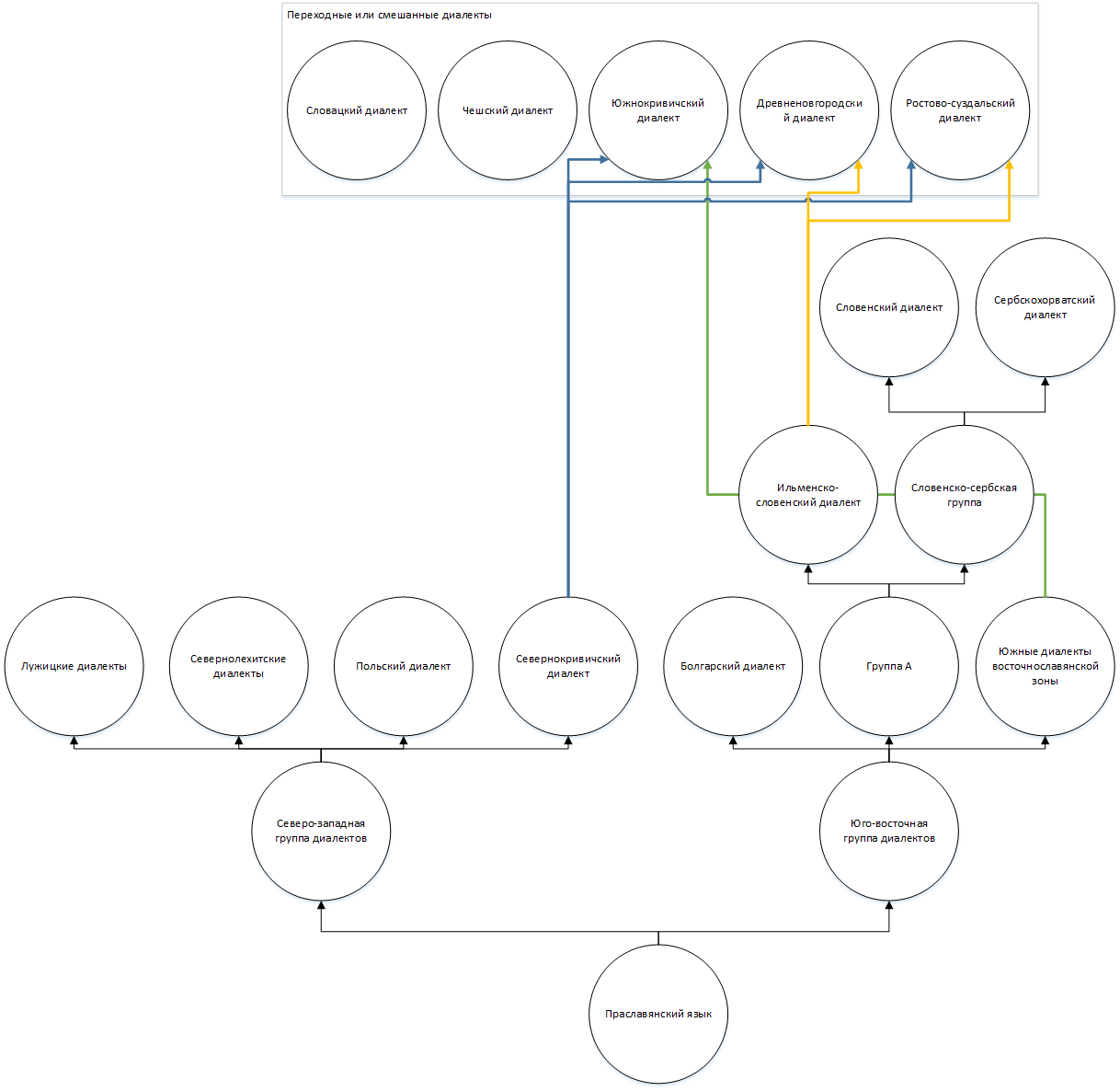
Диалекты славянских языков по А. А. Зализняку

Началом древнерусского периода принято считать процесс обособления восточных славян из общеславянского единства и появление первых восточнославянских языковых черт (VI—VII века).
Основная часть этого периода (IX—XIV века) приходится на эпоху формирования, развития и распада древнерусского языка, сложившегося на базе восточных праславянских диалектов.
Для древнерусского периода была характерна культурно-языковая ситуация диглоссии, при которой язык письменности (церковнославянский), воспринимаемый русскими как наддиалектная стандартизированная разновидность родного языка, сосуществовал с языком повседневного общения (собственно древнерусским). Несмотря на то, что оба идиома в Древнерусском государстве охватывали разные сферы функционирования, они активно взаимодействовали друг с другом — в живой древнерусский язык проникали особенности книжного церковнославянского языка древнерусской литературы, а церковнославянский язык усваивал восточнославянские языковые элементы (что положило начало формированию его особой местной разновидности — древнерусского извода).
В отличие от церковнославянского, древнерусский язык представлен меньшим числом памятников — в основном это частные письма на бересте (из Новгорода, Смоленска, Звенигорода-Галичского и других городов) и отчасти документы юридического и делового характера. Кроме того, проникновение различных элементов наддиалектного древнерусского языка отмечается в созданных на Руси церковнославянских литературных памятниках, включая старейшие Новгородский кодекс (1-я четверть XI века), Остромирово Евангелие (1056 / 1057 годы) и другие. Древнерусские памятники написаны кириллицей, текстов на глаголице не сохранилось.
На всём протяжении древнерусского исторического периода на будущей великорусской территории, с одной стороны, происходит сближение языковых особенностей древненовгородского и остальных диалектов Северо-Восточной Руси, с другой стороны — формируются языковые различия, отдаляющие север и северо-восток Руси от запада и юго-запада. К XIV веку процесс образования языковых особенностей усиливается в результате обособления северо-восточных территорий Руси, находившихся под властью Московского княжества, и западных и юго-западных территорий, бывших в составе Великого княжества Литовского и Польши. К XIV—XV векам древнерусский язык распался на три отдельных восточнославянских языка: белорусский, русский и украинский.

### Старорусский период
Старорусский (или великорусский) период (старорусский язык) охватывает временной отрезок с XIV по XVII век. В этот период начинают формироваться фонетическая, морфологическая и синтаксическая системы, близкие системам современного русского языка, происходят такие языковые изменения, как:
- изменение е в о после мягких согласных перед твёрдыми: [н’ес] > [н’ос];
- окончательное формирование системы оппозиций твёрдых / мягких и глухих / звонких согласных;
- замена согласных ц, з, с в формах склонения на к, г, х (рукѣ, ногѣ, сохѣ вместо руцѣ, нозѣ, сосѣ); в украинском и белорусском языках такие падежные чередования сохраняются: укр. на руці, на нозі; бел. на руцэ, на назе;
- утрата категории двойственного числа;
- утрата формы звательного падежа, которая стала заменяться формой именительного падежа (брат!, сын!), звательный падеж сохраняется в украинском языке и частично в белорусском: укр. брате!, сину!; бел. браце!;
- появление и широкое распространение флексии -а у существительных в форме именительного падежа множественного числа (города, дома, учителя) при её отсутствии в подобных формах в украинском и белорусском: укр. доми, вчителі; бел. гарады, дамы, вучыцелі;
- унификация типов склонения;
- изменение адъективных окончаний [-ыи̯], [-ии̯] в [-ои̯], [-еи̯] (простый, сам третий изменяются в простой, сам трете́й);
- появление форм повелительного наклонения с к, г вместо ц, з (пеки вместо пеци, помоги вместо помози) и на -ите вместо -ѣте (несите вместо несѣте);
- закрепление в живой речи одной формы прошедшего времени у глаголов — бывшего причастия на -л, входившего в состав форм перфекта;
- появление таких общевеликорусских слов, как крестьянин, мельник, пашня, деревня и многих других.

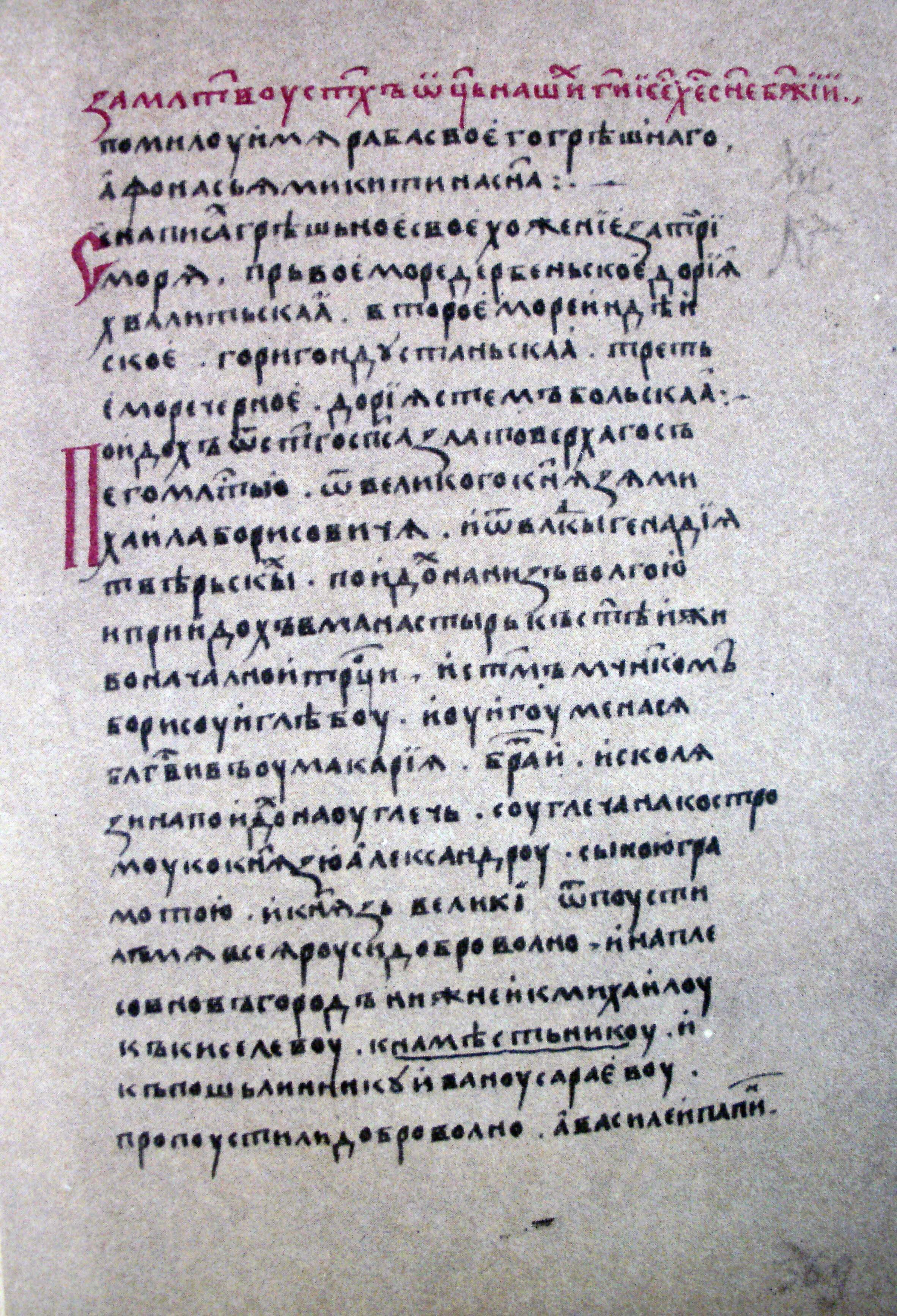
«Хожение за три моря», первая страница

Среди диалектов, сложившихся на будущей великорусской территории во второй половине XII — первой половине XIII века (новгородский, псковский, смоленский, ростово-суздальский и акающий диалект верхней и средней Оки и междуречья Оки и Сейма), ведущим становится ростово-суздальский, в первую очередь его московские говоры. Со второй четверти XIV века Москва становится политическим и культурным центром великорусских земель, а в XV веке под властью Москвы объединяются обширные русские земли, включённые в Великое княжество Московское. На основе главным образом московских говоров, а также некоторых языковых элементов других русских диалектов (рязанских, новгородских и т. д.) к XVI веку постепенно вырабатываются нормы московской разговорной речи, сочетающие в себе севернорусские (согласная взрывного образования г, твёрдое т в окончаниях глаголов 3-го лица и т. д.) и южнорусские черты (аканье и т. д.). Московское койне становится образцовым, распространяется в остальных русских городах и оказывает сильное влияние на древнерусский письменный язык. Дополнительно на унификацию языка оказывает влияние появившееся в XV—XVI веках книгопечатание, при котором церковные и гражданские книги стали издаваться с шрифтом полуустав. На языке с московской разговорной основой были написаны многие официальные документы и произведения XV—XVII веков («Хожение за три моря» Афанасия Никитина, сочинения Ивана IV Грозного, «Повесть о Петре и Февронии Муромских», «Повесть о псковском взятии», сатирическая литература и т. д.). В XIV—XVII веках постепенно формируется литературное двуязычие, сменившее диглоссию: церковнославянский язык русского извода продолжает сосуществовать с собственно русским литературным языком с народной речевой основой. Между данными идиомами возникают различные переходные типы. В литературно-языковых процессах отмечаются противоречивые тенденции: с одной стороны, с конца XIV века появляется литература разных жанров на народно-речевой основе, доступная широким слоям русского общества, с другой — под влиянием так называемого второго южнославянского влияния усиливается архаизация языка многих произведений; формируемое при этом книжное «плетение словес» всё сильнее расходится с народной речью того времени.
В старорусский период изменяется диалектное членение русского языка, к XVII веку формируются две большие диалектные группировки — севернорусское и южнорусское наречия, а также переходные между ними среднерусские говоры.

### Период русского национального языка

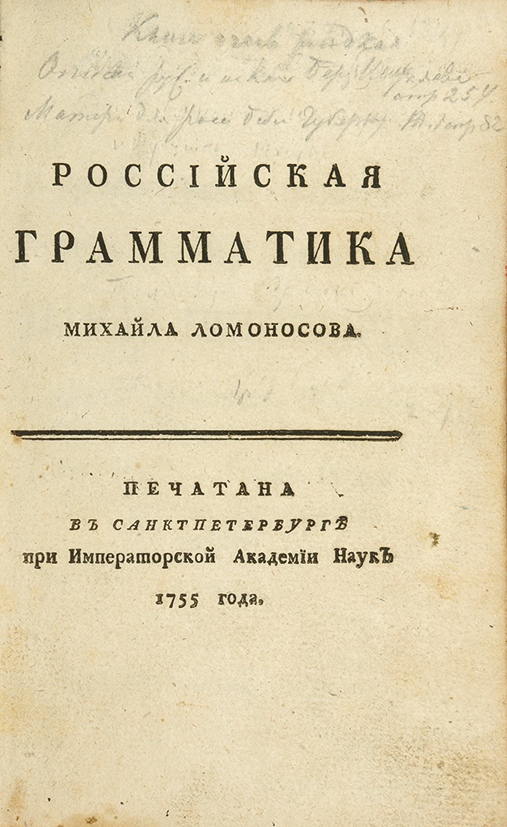
«Российская грамматика»
М. В. Ломоносова, 1755 год

С середины XVII века складывается русская нация и начинает формироваться русский национальный язык на основе московского койне. Формированию и развитию национального языка способствует более широкое распространение письменности, образования и науки.

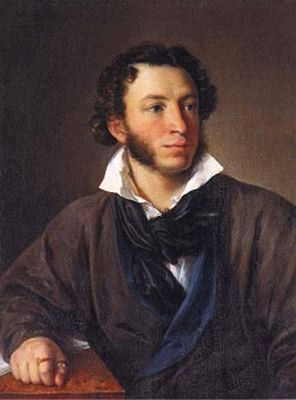
А. С. Пушкин

В период русского национального языка устраняется литературное двуязычие. Со второй половины XVI века сфера употребления церковнославянского языка постепенно сужается, и к рубежу XVII—XVIII веков он сохраняется лишь как язык литургии. Церковнославянизмы, включённые в состав русского литературного языка, становятся стилистически нейтральными или включаются в общий разряд архаизмов и уже не воспринимаются как элементы иного языка.
Нормы русского литературного языка вырабатываются в XVII—XVIII веках. К середине XVIII века складывается устно-разговорная разновидность литературного стандарта. В 1755 году М. В. Ломоносов создаёт первую грамматику, закрепляющую нормы русского литературного языка («Российская грамматика»). Стабилизация норм, совершенствование стилистических средств, пополнение словарного фонда находят своё отражение в творчестве А. Д. Кантемира, В. К. Тредиаковского, М. В. Ломоносова, А. П. Сумарокова, Н. И. Новикова, Д. И. Фонвизина, Г. Р. Державина, Н. М. Карамзина, И. А. Крылова, А. С. Грибоедова, А. С. Пушкина. Наибольший отклик в русском обществе получил синтез русских разговорных, иностранных и церковнославянских элементов, характерный для литературных произведений А. С. Пушкина. Именно в этой форме русский язык в целом сохраняется до настоящего времени. Нормы русского языка пушкинской эпохи совершенствовались в дальнейшем в творчестве писателей XIX — начала XX века — М. Ю. Лермонтова, Н. В. Гоголя, И. С. Тургенева, Ф. М. Достоевского, М. Е. Салтыкова-Щедрина, Л. Н. Толстого, А. П. Чехова, М. Горького, И. А. Бунина и других. Также на углубление и совершенствование норм русского литературного языка с середины XIX века большое влияние оказал язык русской науки и публицистики.
В период русского национального языка отмечаются активное проникновение в русскую речь и письменность иностранных заимствований и калькирование по иноязычным моделям. Наиболее сильно активизировался этот процесс в эпоху Петра I. Если в XVII веке основным источником заимствований был польский язык (часто заимствования из западноевропейских языков попадали в русский через посредство польского языка), то в начале XVIII века доминируют немецкий и голландский языки, в XIX веке наступает эпоха французского языка, а во второй половине XX — начале XXI — главным источником заимствований становится английский язык. Обогащению лексического фонда способствуют активное развитие науки, техники и культуры, расширение международных связей. Существенные изменения словарного состава были вызваны также политическими преобразованиями в русском обществе в XX веке (Октябрьская революция, распад СССР).

Русский язык в Российской империи по переписи 1897 года

В 1708 году проводится разделение гражданского и церковнославянского алфавитов. В 1918 году осуществляется реформа русского правописания, в 1956 году вводятся менее существенные орфографические изменения.
В период русского национального языка замедляются процессы диалектного дробления, при этом резко усиливается процесс нивелировки территориальных диалектов. Русские говоры становятся «низшей языковой формой» и вытесняются устно-разговорной разновидностью литературного языка.
В XX веке русский язык вошёл в число так называемых мировых (глобальных) языков. Распространение русского языка во многом стало следствием расширения границ и сфер влияния Российской империи, затем СССР, а ныне Российской Федерации, языковая политика которых привела к русификации многих нерусских народов, усвоению ими русского как второго или иностранного языка.
На завершающем этапе исторического развития русский язык обрёл черты полифункционального средства общения, применимого во всех сферах жизни общества и зафиксированного строго кодифицированными языковыми нормами.

## Лингвистическая характеристика

### Фонетика и фонология

#### Гласные

Гласные русского языка: фонемы (чёрные точки) и их аллофоны (красные)

Вокализм русского литературного языка представлен 5 или 6 гласными фонемами. Гласные различаются по степени подъёма языка, по ряду, по наличию или отсутствию лабиализации:
| Подъём  | Ряд               | Ряд               | Ряд             |
| Подъём  | Передний          | Средний           | Задний          |
| Подъём  | Нелабиализованные | Нелабиализованные | Лабиализованные |
| ------- | ----------------- | ----------------- | --------------- |
| Верхний | i ⟨и⟩             | (ɨ ⟨ы⟩)           | u ⟨у⟩           |
| Средний | е ⟨е⟩             |                   | o ⟨о⟩           |
| Нижний  |                   | a ⟨а⟩             |                 |

Фонема /и/ после мягких согласных и в начале слова представляет собой звук переднего ряда [и], а после твёрдых согласных — звук среднего ряда [ы]. Также /и/ и /ы/ могут рассматриваться как две разные фонемы.
Сильная позиция для гласных — под ударением, в безударной позиции некоторые гласные фонемы (/о/ и /а/, в позиции после мягких согласных — также /е/) могут ослабляться и в ряде случаев не различаться (подвергаются редукции): в[ó]ды — в[ʌ]да́, [л’е]с— [л’ие]са́.
Помимо изменений гласных фонем в безударных слогах к важным позиционным реализациям гласных относится также изменение /и/ в звук среднего ряда [ы] после твёрдых согласных фонем: игра — под[ы]грывать, в‿[ы]гре.
Гласные являются, как правило, слоговыми (слогообразующими) звуками (как исключение возможна факультативная слоговость сонорных согласных в случаях типа театр, вопль).

#### Согласные
Система консонантизма русского литературного языка насчитывает 37 согласных фонем. Выделяют две группы согласных — сонорные и шумные; и те, и другие различаются по месту и способу образования (в скобки взяты позиционные варианты фонем, в парах согласных слева приведены глухие согласные, справа — звонкие):
| по способу образования | по способу образования | по способу образования | по месту образования | по месту образования | по месту образования | по месту образования | по месту образования | по месту образования | по месту образования |
| по способу образования | по способу образования | по способу образования | губные               | губные               | переднеязычные       | переднеязычные       | средне- язычные      | задне- язычные       |                      |
| по способу образования | по способу образования | по способу образования | губно- губные        | губно- зубные        | зубные               | пост- альвеол.       | средне- язычные      | задне- язычные       |                      |
| ---------------------- | ---------------------- | ---------------------- | -------------------- | -------------------- | -------------------- | -------------------- | -------------------- | -------------------- | -------------------- |
| шумные                 | взрывные               | тв.                    | /п/ /б/              |                      | /т/ /д/              |                      |                      | /к/ /г/              |                      |
| шумные                 | взрывные               | м.                     | /п’/ /б’/            |                      | /т’/ /д’/            |                      | /к’/ /г’/            |                      |                      |
| шумные                 | аффрикаты              | тв.                    |                      |                      | /ц/ ([д͡з])           |                      |                      |                      |                      |
| шумные                 | аффрикаты              | м.                     |                      |                      |                      | /ч/ ([д͡ж’])          |                      |                      |                      |
| шумные                 | фрикативные            | тв.                    |                      | /ф/ /в/              | /с/ /з/              | /ш/ /ж/              |                      | /х/ ([ɣ])            |                      |
| шумные                 | фрикативные            | м.                     |                      | /ф’/ /в’/            | /с’/ /з’/            | /щ/ /ж̅’/             | /х’/                 |                      |                      |
| сонорные               | носовые                | тв.                    | /м/                  |                      | /н/                  |                      |                      |                      |                      |
| сонорные               | носовые                | м.                     | /м’/                 |                      | /н’/                 |                      |                      |                      |                      |
| сонорные               | боковые                | тв.                    |                      |                      | /л/                  |                      |                      |                      |                      |
| сонорные               | боковые                | м.                     |                      |                      | /л’/                 |                      |                      |                      |                      |
| сонорные               | скользящие             | м.                     |                      |                      |                      |                      | /j/                  |                      |                      |
| сонорные               | дрожащие               | тв.                    |                      |                      |                      | /р/                  |                      |                      |                      |
| сонорные               | дрожащие               | м.                     |                      |                      |                      | /р’/                 |                      |                      |                      |

Согласные фонемы /ж̅’/ и /щ/ противопоставлены всем остальным как долгие согласные кратким. Щелевой (фрикативный) вариант согласной /г/ — [ɣ] — отмечается только в единичных лексемах, в частности, в междометиях «го́споди», «ей-бо́гу», «ага́».
По мягкости / твёрдости и по глухости / звонкости согласные могут быть как парными, так и не образующими пар: только твёрдыми могут быть /ж/, /ш/, /ц/ и только мягкими /ж̅’/, /щ/, /ч/, /j/; только глухими /ц/, /ч/, /х/, /х’/ и только звонкими все сонорные согласные. Особые группы составляют шипящие (/ш/, /ж/, /щ/, /ж̅’/, /ч/) и свистящие согласные (/с/, /з/, /с’/, /з’/, /ц/).
Сильная позиция для согласных — перед гласной. Парные звонкие согласные оглушаются перед глухими согласными и в конце слова (ду[б]ы — ду[п], в коро[б]е — коро[п]ка), парные глухие согласные озвончаются перед звонкими (ко[с’]ить — ко[з’]ба).
В ряде позиций не различаются согласные, парные по твёрдости / мягкости. Перед мягкими зубными (кроме /л’/) смягчаются твёрдые зубные /с/, /з/ и /н/: боро[з]да — боро[з’д’]ить. Перед всеми согласными, кроме мягких губных и /j/, отвердевают мягкие губные: ру[б’]ить — ру[б]лю. Согласные /с/, /с’/, /з/, /з’/ перед шипящими /ш/, /щ/, /ж/, /ч/ заменяются на шипящие: [с]крепить — [ш]шить (сшить) и т. д.

#### Просодия
Ударение в русском языке — динамическое, или силовое (один из слогов словоформы — ударный — выделяется среди прочих более напряжённой артикуляцией), разноместное (не прикреплённое к какому-либо определённому слогу по отношению к началу или концу словоформы), подвижное — в разных формах одного слова могут быть ударными разные слоги и разные морфемы (голова́ — го́лову — голо́в).
В то же время в русском языке отмечаются признаки морфологизованности ударения: одна из закономерностей его изменения связана с местом ударения по отношению к морфемному членению слова. Различают словоформы с ударением на основе и словоформы с ударением на флексии: доро́г-а (доро́г-и, доро́г-е, доро́г-у и т. д.) и черт-а́ (черт-ы́, черт-е́, черт-у́ и т. д.). Ударение играет сонологическую (смыслоразличительную) роль (се́ло — село́). Простейшие по структуре служебные слова могут объединяться с соседним знаменательным словом в единое фонетическое слово (с одним ударением): на берегу́, не́ был, по́ два, перед до́мом. Для ряда слов, прежде всего сложных, возможно, помимо основного, побочное (ослабленное) ударение: парово̀зострое́ние, вы̀шеизло́женный.
Для русского языка фонематически значимые различия долготы и тона нехарактерны. Удлинение гласного может отмечаться в эмфатически окрашенных контекстах в устной речи: Ну о-о-очень интересная книга!.

#### Морфонология
В русских словах на стыке морфемного шва наблюдаются различного рода фузионные явления. Чаще всего это чередования фонем, реже встречаются линейные преобразования основ — усечение и наращение (высок-ий — выш-е, рв-ут — рва-ть). В словообразовании представлено совмещение (наложение) соседних морфов: курский (-ск — часть корня и одновременно суффикс). Основная часть морфонологических явлений в русском языке как в языке с развитой суффиксацией отмечается на стыке корня и суффикса.
Формулы минимального вида корневого морфа в знаменательных частях речи: CVC — в именах, CV и CVC — в глаголе, формулы остальных морфов (префикса, суффикса и т. д.) принимают виды C, CV, VC. В неминимальном виде морфы расширяются повторением минимальных структур. Типичный вид морфа флексии — V, VC или VCV.
В русском языке представлены такие морфонологические чередования фонем, как:
- вокалические: /о/ ~ ø, /е/ ~ ø, /и/ ~ ø, или беглость гласных: сон-ø — сн-а, рвать — рыв-ок; /о/ ~ /а/: откопать — от-ка́п-ыва-ть;
- консонантные: парные твёрдые ~ парные мягкие согласные (кроме заднеязычных): горо/д/ — в горо/д’/-е; парно-твёрдые шумные зубные ~ шипящие согласные (/т/ ~ /ч/, /д/ ~ /ж/, /ст/ ~ /щ/ и т. п.), твёрдые губные ~ сочетания губной и /л’/ (/б/ ~ /бл’/ и т. п.): пря/т/ать — пря/ч/-ут, дре/м/ать — дре/мл’-у/т и другие чередования.

#### Орфоэпия
Русское литературное произношение исторически сложилось на основе московского койне (речи жителей Москвы). После переноса столицы России в Санкт-Петербург сформировались два равноправных варианта русской литературной произносительной нормы, сосуществующие в течение двух столетий, — так называемое московское произношение (со старшей и младшей нормами) и петербургское произношение, сложившееся на старомосковской основе. Фактически в настоящее время сформировалась единая русская произносительная норма, включившая в себя как московские, так и петербургские орфоэпические особенности.

### Морфология

#### Общие сведения
Русский — язык преимущественно флективный, синтетический. Для него характерна развитая система словоизменения, реализуемая в основном с помощью окончаний (флексий) и реже суффиксов.
Имеются также элементы агглютинации: постфиксы -ся / -сь, -те.
Словоформы в русском языке представлены прежде всего синтетическим типом — из нескольких морфов (чаще от двух до четырёх).
Наряду с синтетическим (внутрисловным) выражением грамматических значений слов встречается и аналитическое (вне пределов слова, средствами контекста). Иногда аналитические конструкции могут выступать как единственно возможные — формы «будущего сложного» времени глаголов несовершенного вида (бу́ду говори́ть), формы сослагательного наклонения (говори́л бы), выражение категорий существительных общего рода (кру́глый сирота́ — кру́глая сирота́), слова pluralia tantum и т. д.
В русском языке все слова принадлежат обширным грамматическим классам — частям речи.
Выделяют три типа частей речи: знаменательные (имя существительное, имя прилагательное, имя числительное, местоимение, глагол, наречие), служебные (частицы, союзы, предлоги) и междометия. Помимо указанных десяти иногда выделяются и другие части речи, статус которых не является общепризнанным. Так, например, в качестве особой знаменательной части речи выделяют так называемые предикативы, или слова «категории состояния». В отдельные части речи некоторыми исследователями русской грамматики выделяются также причастие и деепричастие.

#### Имя существительное
Имя существительное в русском языке характеризуется грамматическими категориями рода и одушевлённости / неодушевлённости, изменяется по числам и падежам (кроме некоторых групп слов, таких как, например, существительные pluralia tantum, не имеющие категории рода и не изменяющиеся по числам). С формальной точки зрения синтаксические функции существительного — это функции подлежащего, именного сказуемого и дополнения. С точки зрения семантики функции существительного в предложении — это выражение субъекта действия или состояния, объекта действия или состояния, предикативного признака, атрибута, обстоятельственного квалификатора.
Категория рода в имени существительном является несловоизменительной. Помимо существительных трёх основных родов (мужского, женского и среднего), выделяется группа слов общего рода (сирота́, пла́кса, недотро́га). Различия по роду выражаются только для форм единственного числа, морфологически (с помощью флексий) и синтаксически (с помощью согласуемых с существительными слов).
Каждое существительное принадлежит к одному из двух разрядов, одушевлённому (названия лиц и животных) и неодушевлённому (все остальные существительные, включая собирательные — наро́д, ста́я). Одушевлённость выражается совпадением формы винительного падежа с формой родительного падежа для всех одушевлённых существительных во множественном числе и для слов мужского рода I склонения в единственном числе. У неодушевлённых существительных формы винительного совпадают с формой именительного падежа.
Категория числа строится как противопоставление существительных двух чисел — единственного и множественного. Формы двойственного числа, присущие древнерусскому языку, утрачены, сохраняются лишь остаточные явления в названиях парных предметов (о́чи, у́ши, пле́чи). Имеются группы существительных с абстрактным, собирательным и вещественным значением, представленные формами только единственного числа singularia tantum: толщина́, зверьё, молоко́ или только множественного числа pluralia tantum: хло́поты, фина́нсы. Синтаксически категория числа выражена числовой формой согласуемого или координируемого слова (для несклоняемых существительных синтаксический способ — единственный: но́вое пальто́ — но́вые пальто́, одно́ пальто́ — три пальто́).
Отношение имён существительных к другим словам в словосочетании и предложении выражается падежными формами — противопоставляются шесть падежей, различающихся флексиями. Выражение падежных форм существительных дублируется формами падежей согласуемых с ними прилагательных и подобных им слов. Именительный падеж рассматривается как прямой, все остальные — как косвенные. Помимо шести падежей, сохраняются остатки форм древнего звательного падежа (Бо́же, Го́споди, о́тче). Кроме того, ряд исследователей русского языка, в частности А. А. Зализняк, выделяет дополнительные падежи: второй родительный (партитив), второй предложный (локатив) и другие. Статус данных падежных форм является спорным, поскольку они характеризуются узкой семантикой, охватывают ограниченный круг слов и не представлены во множественном числе. Соответственно, вопрос о наличии в русском языке более шести падежей является дискуссионным. Обычно формы существительных, выделяемые как формы второго родительного, второго предложного и других падежей, рассматриваются в рамках шестипадежной системы как имеющие, наряду с основной, дополнительную форму с особой семантикой.
Выделяют три типа склонения существительных. Наиболее чётко данные типы различаются в формах единственного числа:
- I тип — существительные мужского рода с нулевой флексией в именительном падеже: стол, конь; среднего рода с флексией /-о/ (на письме -о и -е): окно́, по́ле; мужского рода с флексией /-о/: доми́шко, волчи́ще, подмасте́рье;
- II тип — существительные женского, мужского и общего рода с флексией /-а/ (на письме -а и -я) в именительном падеже: ка́рта, земля́, ю́ноша, сирота́;
- III тип — существительные женского рода с основой на мягкую согласную или на шипящую и с нулевой флексией в именительном падеже: о́бласть, ночь; существительное мужского рода путь; существительные среднего рода бре́мя, вре́мя, вы́мя, зна́мя, и́мя, пле́мя, пла́мя, се́мя, стре́мя, те́мя и дитя́.

Парадигма падежных форм существительных единственного числа:
| Падеж        | I тип склонения | I тип склонения | I тип склонения | I тип склонения | II тип склонения | II тип склонения | II тип склонения | III тип склонения | III тип склонения | III тип склонения |
| ------------ | --------------- | --------------- | --------------- | --------------- | ---------------- | ---------------- | ---------------- | ----------------- | ----------------- | ----------------- |
| Именительный | стол            | конь            | окно́            | по́ле            | ка́рта            | земля́            | сирота́           | степь             | путь              | и́мя               |
| Родительный  | стола́           | коня́            | окна́            | по́ля            | ка́рты            | земли́            | сироты́           | степи́             | пути́              | и́мени             |
| Дательный    | столу́           | коню́            | окну́            | по́лю            | ка́рте            | земле́            | сироте́           | степи́             | пути́              | и́мени             |
| Винительный  | стол            | коня́            | окно́            | по́ле            | ка́рту            | зе́млю            | сироту́           | степь             | путь              | и́мя               |
| Творительный | столо́м          | конём           | окно́м           | по́лем           | ка́ртой, -ою      | землёй, -ёю      | сирото́й, -о́ю     | сте́пью            | путём             | и́менем            |
| Предложный   | (о) столе́       | (о) коне́        | (об) окне́       | (о) по́ле        | (о) ка́рте        | (о) земле́        | (о) сироте́       | (о) степи́         | (о) пути́          | (об) и́мени        |

В некоторых случаях в склонении существительных единственного числа отмечается ряд особенностей: так, у целого ряда существительных I склонения мужского рода в родительном падеже возможны окончания -у наряду с -а (ча́ю, са́хару); у существительных I склонения мужского рода в предложном падеже наблюдается ударное окончание -у́, а у существительных III склонения женского рода в предложном падеже — окончание -и́ (в лесу́, на берегу́, в степи́); у существительных I склонения мужского рода на -ий и среднего рода на -ие в предложном падеже, а также у существительных II склонения на -ия в дательном и предложном падежах наблюдается флексия -и (о санато́рии, о зна́нии, к ли́нии, о ли́нии) и т. д.
Парадигма падежных форм существительных множественного числа:
| Падеж        | мужской род | мужской род | мужской род | средний род | средний род | средний род | женский род, общий род | женский род, общий род | женский род, общий род | женский род, общий род |
| ------------ | ----------- | ----------- | ----------- | ----------- | ----------- | ----------- | ---------------------- | ---------------------- | ---------------------- | ---------------------- |
| Именительный | столы́       | ко́ни        | боя́ре       | о́кна        | поля́        | имена́       | ка́рты                  | зе́мли                  | сиро́ты                 | сте́пи                  |
| Родительный  | столо́в      | коне́й       | боя́р        | о́кон        | поле́й       | имён        | карт                   | земель                 | сиро́т                  | степе́й                 |
| Дательный    | стола́м      | коня́м       | боя́рам      | о́кнам       | поля́м       | имена́м      | ка́ртам                 | зе́млям                 | сиро́там                | степя́м                 |
| Винительный  | столы́       | коне́й       | боя́р        | о́кна        | поля́        | имена́       | ка́рты                  | зе́мли                  | сиро́т                  | сте́пи                  |
| Творительный | стола́ми     | коня́ми      | боя́рами     | о́кнами      | поля́ми      | имена́ми     | ка́ртами                | зе́млями                | сиро́тами               | степя́ми                |
| Предложный   | (о) стола́х  | (о) коня́х   | (о) боя́рах  | (об) окна́х  | (о) поля́х   | (об) имена́х | (о) ка́ртах             | (о) зе́млях             | (о) сиро́тах            | (о) степя́х             |

Как формы множественного числа склоняются существительные pluralia tantum.
Для целого ряда существительных I склонения мужского рода в именительном падеже характерно окончание -а или -е: сту́лья; ребя́та; господа́, хозя́ева; года́, края́; адреса́, учителя́; молдава́не, крестья́не; боя́ре.
Ряд существительных I склонения среднего рода имеют в именительном падеже флексию -и: я́блоки; коле́ни, пле́чи.
Некоторые слова I склонения мужского рода имеют в родительном падеже нулевую флексию: крестья́н; ребя́т; боти́нок; грамм; солда́т; муже́й (-ей входит в основу).
Флексия родительного падежа -ей отмечается после парных мягких согласных и шипящих (ноже́й, жи́телей), но не после согласной /j/ (музе́й — музе́ев). Среди слов II склонения флексия -ей встречается чаще всего у ряда слов с основой на сочетание согласных: ца́плей, приго́ршней, а также у ряда слов мужского рода: ю́ношей, дя́дей.
Форма родительного падежа на -ов отмечается у слов I склонения среднего рода: дере́вьев; очко́в; пле́чиков; облако́в.
Ряд существительных склоняются по адъективному типу: портно́й, лесни́чий, запята́я. Некоторые существительные являются несклоняемыми: многие слова иноязычного происхождения, оканчивающиеся на гласную (пальто́, ра́дио, кака́о, в том числе имена собственные — Гёте, Золя́, Чика́го); фамилии на -ко типа Шевче́нко; женские фамилии на согласную (Гри́нберг, Засу́лич); буквенные аббревиатуры и звуковые аббревиатуры на гласную (СНГ, ЭВМ, гороно́); сложносокращённые слова типа завка́федрой, комро́ты.

#### Имя прилагательное
Имя прилагательное, выражающее значение непроцессуального признака предмета, характеризуется словоизменительными категориями рода, числа и падежа. По значению прилагательные делят на качественные и относительные. Для качественных прилагательных характерна категория степени сравнения (положительная, сравнительная и превосходная, при этом прилагательные положительной степени имеют полные и краткие формы). В состав относительных входит группа притяжательных прилагательных. В широком понимании по сходству словоизменения в состав класса прилагательных включают также порядковые числительные (пе́рвый, второ́й) и местоименные прилагательные (тако́й, любо́й). С формальной точки зрения синтаксические функции прилагательного — это согласованное определение при существительном и именное сказуемое. С точки зрения семантики функции прилагательного в предложении — выражение атрибута и предикативного признака.
Родовые формы прилагательного указывают на род того существительного, с которым они согласуются (в словосочетании) или координируются (в предложении). Также родовые формы прилагательного могут указывать на пол лица, например, в сочетании с существительными общего рода: ма́ленький пла́кса — ма́ленькая пла́кса.
Число прилагательных является показателем синтаксической связи между прилагательным и определяемым словом. В ряде случаев форма множественного числа прилагательного употребляется с существительными в единственном числе: при одновременной отнесённости признака к нескольким предметам — стро́гие ма́ма и па́па; в конструкциях с числительными два, три, четы́ре — два кирпи́чных столба́.
Падежные формы прилагательных зависят от падежных форм существительных, дублируя их выражение. Склоняются только полные формы прилагательных. Отличаются от основного (адъективного) типа склонения падежные формы прилагательных с суффиксом -ин (дя́дин), -ий (во́лчий) и -ов (отцо́в), относящиеся к смешанному (местоименному и притяжательному) типу. Особое место занимают несклоняемые прилагательные (цвет беж, цвет ха́ки, вес бру́тто) с нулевым склонением.
Склонение прилагательных с твёрдой основой на примере слов молодо́й и бе́лый:
| Падеж        | Падеж        | Единственное число      | Единственное число      | Единственное число        | Множественное число     |
| Падеж        | Падеж        | Мужской род             | Средний род             | Женский род               | Множественное число     |
| ------------ | ------------ | ----------------------- | ----------------------- | ------------------------- | ----------------------- |
| Именительный | Именительный | молодо́й / бе́лый         | молодо́е / бе́лое         | молода́я / бе́лая           | молоды́е / бе́лые         |
| Родительный  | Родительный  | молодо́го / бе́лого       | молодо́го / бе́лого       | молодо́й / бе́лой           | молоды́х / бе́лых         |
| Дательный    | Дательный    | молодо́му / бе́лому       | молодо́му / бе́лому       | молодо́й / бе́лой           | молоды́м / бе́лым         |
| Винительный  | неодуш.      | молодо́й / бе́лый         | молодо́е / бе́лое         | молоду́ю / бе́лую           | молоды́е / бе́лые         |
| Винительный  | одуш.        | молодо́го / бе́лого       | молодо́е / бе́лое         | молоду́ю / бе́лую           | молоды́х / бе́лых         |
| Творительный | Творительный | молоды́м / бе́лым         | молоды́м / бе́лым         | молодо́й, -о́ю / бе́лой, -ою | молоды́ми / бе́лыми       |
| Предложный   | Предложный   | (о) молодо́м / (о) бе́лом | (о) молодо́м / (о) бе́лом | (о) молодо́й / (о) бе́лой   | (о) молоды́х / (о) бе́лых |

Склонение прилагательных с мягкой основой и с основой на заднеязычные согласные /к/, /г/, /х/ на примере слов си́ний и ди́кий:
| Падеж        | Падеж        | Единственное число    | Единственное число    | Единственное число      | Множественное число   |
| Падеж        | Падеж        | Мужской род           | Средний род           | Женский род             | Множественное число   |
| ------------ | ------------ | --------------------- | --------------------- | ----------------------- | --------------------- |
| Именительный | Именительный | си́ний / ди́кий         | си́нее / ди́кое         | си́няя / ди́кая           | си́ние / ди́кие         |
| Родительный  | Родительный  | си́него / ди́кого       | си́него / ди́кого       | си́ней / ди́кой           | си́них / ди́ких         |
| Дательный    | Дательный    | си́нему / ди́кому       | си́нему / ди́кому       | си́ней / ди́кой           | си́ним / ди́ким         |
| Винительный  | неодуш.      | си́ний / ди́кий         | си́нее / ди́кое         | си́нюю / ди́кую           | си́ние / ди́кие         |
| Винительный  | одуш.        | си́него / ди́кого       | си́нее / ди́кое         | си́нюю / ди́кую           | си́них / ди́ких         |
| Творительный | Творительный | си́ним / ди́ким         | си́ним / ди́ким         | си́ней, -ею / ди́кой, -ою | си́ними / ди́кими       |
| Предложный   | Предложный   | (о) си́нем / (о) ди́ком | (о) си́нем / (о) ди́ком | (о) си́ней / (о) ди́кой   | (о) си́них / (о) ди́ких |

Склонение прилагательных с суффиксом -ов по притяжательному типу на примере слова отцо́в:
| Падеж        | Падеж        | Единственное число | Единственное число | Единственное число | Множественное число |
| Падеж        | Падеж        | Мужской род        | Средний род        | Женский род        | Множественное число |
| ------------ | ------------ | ------------------ | ------------------ | ------------------ | ------------------- |
| Именительный | Именительный | отцо́в              | отцо́во             | отцо́ва             | отцо́вы              |
| Родительный  | Родительный  | отцо́ва             | отцо́ва             | отцо́вой            | отцо́вых             |
| Дательный    | Дательный    | отцо́ву             | отцо́ву             | отцо́вой            | отцо́вым             |
| Винительный  | неодуш.      | отцов              | отцо́во             | отцо́ву             | отцо́вы              |
| Винительный  | одуш.        | отцо́ва             | отцо́во             | отцо́ву             | отцовых             |
| Творительный | Творительный | отцо́вым            | отцо́вым            | отцо́вой, -ою       | отцо́выми            |
| Предложный   | Предложный   | (об) отцо́вом       | (об) отцо́вом       | (об) отцо́вой       | (об) отцо́вых        |

Прилагательные с основой на -ин, -ий изменяются по местоименному типу, имея отличные от адъективного типа флексии в именительном (дя́дин, дя́дино, дя́дина, дя́дины; ли́сий, ли́сье, ли́сья, ли́сьи) и винительном падежах (дя́дин / дя́диного, дя́дино, дя́дину, дя́дины / дя́диных; ли́сий / ли́сьего, ли́сье, ли́сью, ли́сьи / ли́сьих).
Краткие (предикативные) формы прилагательных образуются от полных (атрибутивных) форм (хотя исторически краткие формы первичны) заменой адъективных окончаний окончаниями, совпадающими с флексиями существительных I и II склонения: бе́лый — бел, бела́, бело́, белы́. Краткие формы имеют не все качественные прилагательные, в то же время ряд прилагательных не имеют полных форм — только краткие: рад, гора́зд, до́лжен, малова́т, одинёшенек.
Формы сравнительной степени (компаратив) образуются в основном с помощью суффиксов:
- -ее / -ей: до́брый — добре́е / добре́й;
- -е: большо́й — бо́льше, иногда отмечаются случаи отсечения согласной -к-, -н- или группы -ок- основы прилагательного (ре́дкий — ре́же, по́здний — по́зже, широ́кий — ши́ре);
- -ше: в единичных словоформах типа ста́рый — ста́рше.

Формы превосходной степени (суперлатив) образуются с помощью суффикса -ейш- (-айш-): до́брый — добре́йший, сла́дкий — сладча́йший. Существуют также формы превосходной степени, образуемые с помощью префикса -наи: бо́льший — наибо́льший.
Форма сравнительной степени является неизменяемой, прилагательные превосходной (как и положительной) степени характеризуются категориями рода, числа и падежа. Значения сравнительной и превосходной степени могут выражаться также аналитическими формами: краси́вый — бо́лее краси́вый — са́мый краси́вый.

#### Числительное
В отличие от остальных знаменательных частей речи русского языка, у числительного (как и у местоимения) различительные признаки части речи представлены менее чётко. Так, порядковые числительные по морфологическим и синтаксическим признакам не имеют отличий от прилагательных, они объединяются с количественными числительными только семантикой и тем, что формально являются производными от количественных числительных и входят в структуру составных наименований. Морфологические и синтаксические особенности присущи лишь количественным числительным: изменяемость только по падежам (кроме слов оди́н, два, о́ба, полтора́) и различие синтаксических связей с существительным в разных падежных формах.
В широком понимании, базирующемся на семантике, числительное включает три разряда: количественные (два, пять, два́дцать), собирательные (о́ба, дво́е, пя́теро) и порядковые (пе́рвый, пя́тый, двадца́тый). В узком понимании, рассматривающем морфологические особенности и синтаксические функции, в состав числительных включаются только два разряда, количественные и собирательные.
Единственное из числительных, изменяющееся по родам, числам и падежам, — оди́н:
| Падеж        | Падеж        | Единственное число | Единственное число | Единственное число | Множественное число |
| Падеж        | Падеж        | Мужской род        | Средний род        | Женский род        | Множественное число |
| ------------ | ------------ | ------------------ | ------------------ | ------------------ | ------------------- |
| Именительный | Именительный | оди́н               | одно́               | одна́               | одни́                |
| Родительный  | Родительный  | одного́             | одного́             | одно́й              | одни́х               |
| Дательный    | Дательный    | одному́             | одному́             | одно́й              | одни́м               |
| Винительный  | неодуш.      | оди́н               | одно́               | одну́               | одни́                |
| Винительный  | одуш.        | одного́             | одно́               | одну́               | одни́х               |
| Творительный | Творительный | одни́м              | одни́м              | одно́й, -о́ю         | одни́ми              |
| Предложный   | Предложный   | (об) одно́м         | (об) одно́м         | (об) одно́й         | (об) одни́х          |

Склонение всех остальных количественных числительных представлено несколькими типами:
- склонение числительных два, три, четы́ре;
- склонение числительных от пяти до десяти и числительных на -дцать (оди́ннадцать, двена́дцать и т. д.) и -десят (пятьдеся́т, шестьдеся́т и т. д.);
- склонение числительных две́сти, три́ста, четы́реста и всех числительных на -сот;
- склонение числительных со́рок, девяно́сто, сто и числительных полтора́ и полтора́ста;
- склонение числительных о́ба, тро́е, че́тверо, немно́го, мно́го, сто́лько, ско́лько, не́сколько.

Склонение количественных числительных два и полтора́, а также собирательного числительного о́ба, изменяющихся по родам и числам:
| Падеж        | Падеж        | Мужской и средний род                | Женский род                          |
| ------------ | ------------ | ------------------------------------ | ------------------------------------ |
| Именительный | Именительный | два / о́ба / полтора́                  | две / о́бе / полторы́                  |
| Родительный  | Родительный  | двух / обо́их / полу́тора              | двух / обе́их / полу́тора              |
| Дательный    | Дательный    | двум / обо́им / полу́тора              | двум / обе́им / полу́тора              |
| Винительный  | неодуш.      | два / о́ба / полтора́                  | две / о́бе / полторы́                  |
| Винительный  | одуш.        | двух / обо́их                         | двух / обе́их                         |
| Творительный | Творительный | двумя́ / обо́ими / полу́тора            | двумя́ / обе́ими / полу́тора            |
| Предложный   | Предложный   | (о) двух / (об) обо́их / (о) полу́тора | (о) двух / (об) обе́их / (о) полу́тора |

Порядковые числительные склоняются так же, как и прилагательные (тре́тий — как прилагательное ли́сий, все остальные — как бе́лый или молодо́й). В составных порядковых числительных (типа ты́сяча девятьсо́т се́мьдесят четвёртый) склоняется только последнее слово. В составных количественных числительных при склонении изменяется каждое слово.
Собирательные числительные о́ба, дво́е, тро́е, че́тверо и т. д., а также неопределённо-количественные числительные мно́го, немно́го, сто́лько-то образуют формы косвенных падежей по адъективному типу склонения прилагательных.

#### Местоимение
Так же, как и границы числительного, границы местоимения как отдельной части речи не являются чётко определёнными. Так называемые местоимения-существительные (я, он, себя́, кто и другие) по морфологическим и синтаксическим признакам близки именам существительным. Так называемые местоименные прилагательные (како́й, чей, тот, весь и другие) не имеют отличий от имён прилагательных, местоименные числительные (сто́лько, не́сколько и другие) — от количественных числительных, местоименные наречия (где, когда́, потому́ и другие) — от наречий. Больше всего оснований для выделения в отдельную часть речи имеют местоимения-существительные, обладающие по характеру морфологических свойств особой спецификой: изменение только по падежам, кроме слова он; наличие особых флексий; у некоторых слов — падежный супплетивизм.
Местоименные слова в русском языке могут быть изменяемыми (я, кто, како́й, весь) и неизменяемыми (здесь, почему́, когда́, где). Изменяемые местоимения при этом морфологически разнородны: одна часть их характеризуется только категорией падежа (ско́лько), другая — категорией падежа, рода и одушевлённости / неодушевлённости (кто, что), третья — категориями рода, числа, падежа (како́й, вся́кий) и т. п.
По семантическим основаниям выделяют следующие разряды местоименных слов:
- личные местоимения, выражающие субъект-лицо: собственно личные — я, ты, он / она́ / оно́, мы, вы, они́, притяжательные — мой, твой, наш и местоименные наречия — по-мо́ему, по-ва́шему;
- возвратные местоимения: себя́, свой, а также возвратное местоименное слово — по-сво́ему и взаимно-возвратное — друг дру́га;
- вопросительно-относительные местоимения: кто, како́й, чей, включая местоименные наречия — где, куда́;
- указательные местоимения: это, тот, тако́й, включая местоименные наречия — там, здесь;
- определительные местоимения: весь, ка́ждый, друго́й, включая выделительные — сам и са́мый;
- отрицательные местоимения: никто́, ниче́й, никуда́;
- неопределённые местоимения: кто́-то, сто́лько-то, ско́лько-нибудь, не́что, кое-что́, како́й-либо, не́кий, кое-где́, не́когда и т. д.

Большинство местоименных прилагательных (весь, ниче́й, друго́й, вся́кий, са́мый и т. п.) склоняется по адъективному типу; местоименные числительные (ско́лько, сто́лько-то, ниско́лько) склоняются как собирательные числительные и слово мно́го; особенности в склонении присущи только местоимениям субстантивного типа и отчасти местоименным прилагательным.
Склонение личных (первого и второго лиц) и возвратного местоимений-существительных:
| Падеж        | Единственное число | Единственное число | Множественное число | Множественное число | Возвратное |
| Падеж        | 1-е лицо           | 2-е лицо           | 1-е лицо            | 2-е лицо            | Возвратное |
| ------------ | ------------------ | ------------------ | ------------------- | ------------------- | ---------- |
| Именительный | я                  | ты                 | мы                  | вы                  | —          |
| Родительный  | меня́               | тебя́               | нас                 | вас                 | себя́       |
| Дательный    | мне                | тебе́               | нам                 | вам                 | себе́       |
| Винительный  | меня́               | тебя́               | нас                 | вас                 | себя́       |
| Творительный | мной, -о́ю          | тобо́й, -о́ю         | на́ми                | ва́ми                | собо́й, -ою |
| Предложный   | (обо) мне          | (о) тебе́           | (о) нас             | (о) вас             | (о) себе́   |

Склонение личных местоимений-существительных третьего лица:
| Падеж        | Единственное число | Единственное число | Единственное число | Множественное число |
| Падеж        | Мужской род        | Средний род        | Женский род        | Множественное число |
| ------------ | ------------------ | ------------------ | ------------------ | ------------------- |
| Именительный | он                 | оно́                | она́                | они́                 |
| Родительный  | его́                | его́                | её                 | их                  |
| Дательный    | ему́                | ему́                | ей                 | им                  |
| Винительный  | его́                | его́                | её                 | их                  |
| Творительный | им                 | им                 | ей (е́ю)            | и́ми                 |
| Предложный   | (о) нём            | (о) нём            | (о) ней            | (о) них             |

Склонение указательных местоименных прилагательных:
| Падеж        | Падеж        | Единственное число | Единственное число | Единственное число | Множественное число |
| Падеж        | Падеж        | Мужской род        | Средний род        | Женский род        | Множественное число |
| ------------ | ------------ | ------------------ | ------------------ | ------------------ | ------------------- |
| Именительный | Именительный | тот                | то                 | та                 | те                  |
| Родительный  | Родительный  | того́               | того́               | той                | тех                 |
| Дательный    | Дательный    | тому́               | тому́               | той                | тем                 |
| Винительный  | неодуш.      | тот                | то                 | ту                 | те                  |
| Винительный  | одуш.        | того́               | то                 | ту                 | тех                 |
| Творительный | Творительный | тем                | тем                | той (то́ю)          | те́ми                |
| Предложный   | Предложный   | (о) том            | (о) том            | (о) той            | (о) тех             |

Помимо местоимения себя́, не имеют форм именительного падежа местоимения не́кого, не́чего и друг дру́га.
Притяжательные местоимения мой, твой, свой, чей склоняются как прилагательное ли́сий; местоимения наш, ваш, э́тот, сам — как числительное оди́н. Притяжательные местоимения его́, её и их, омонимичные формам родительного падежа местоимения он, не склоняются.
В косвенных падежах префиксальных местоимений и слова друг дру́га с предлогами предлог ставится после префикса: не́ с кем, ни от кого́, друг с дру́гом.

#### Глагол
Глагол выражает процесс (действие, состояние), он характеризуется такими категориями, как вид, залог, наклонение, время, лицо, число и род (в прошедшем времени и сослагательном наклонении). В предложении глагол выполняет формальную синтаксическую функцию сказуемого.
Исходная форма глагольной парадигмы — инфинитив, его показатель — суффикс -ть: чита-ть. Остальные формы глагола образуются от двух основ — от основы прошедшего времени (чаще всего совпадающей с основой инфинитива) и от основы настоящего времени.
Возвратные глаголы образуются при помощи постфикса -ся, их основные значения: собственно возвратное (умыва́ться); взаимно-возвратное (целова́ться); безобъектно-возвратное (крапи́ва жжётся); общевозвратное (ра́доваться); косвенно-возвратное (прибира́ться); безличное (хо́чется).
Выделяются особые разряды переходных и непереходных глаголов. К первому относятся те глаголы, действие которых направлено на объект, выраженный словом в винительном (реже — родительном) падеже без предлога: оплати́ть прое́зд, дости́чь це́ли. Ко второму относятся все остальные глаголы.
Ряд глаголов, не сочетающихся с именительным падежом подлежащего и выражающих процесс без действующего лица или предмета, называют безличными (холода́ет, недостаёт). Они принимают форму инфинитива (зноби́ть, хоте́ться); 3-го лица единственного числа настоящего или будущего времени (зноби́т, бу́дет хоте́ться); среднего рода единственного числа прошедшего времени и сослагательного наклонения (зноби́ло, е́сли бы хоте́лось).
В категории вида противопоставляются две группы глаголов, выражающие целостность / нецелостность действия: совершенные и несовершенные. Ряд глаголов при этом формирует видовые пары: де́лать — сде́лать, говори́ть — сказа́ть. Глаголы совершенного и несовершенного вида могут образовываться друг от друга при помощи префиксации (лечи́ть — вы́лечить) или суффиксации (дать — дава́ть). Значения обоих видов выражают двувидовые глаголы: жени́ть, веле́ть и т. д.
Для глагола в русском языке характерны две формы залога: действительный (актив) и страдательный (пассив). Активная конструкция предложения с объектом в форме винительного падежа (Рабо́чие стро́ят дом) противопоставлена пассивной конструкции с субъектом в форме творительного падежа (Дом стро́ится рабо́чими). Значение страдательного залога выражается при помощи таких средств, как формы страдательных причастий настоящего или прошедшего времени и глаголы с постфиксом -ся в пассивной конструкции, мотивированные глаголами действительного залога без -ся.
Глаголы в русском языке в зависимости от системы флексий в личных формах единственного и множественного числа настоящего и будущего времени делят на два спряжения — первое (I) и второе (II).
Выделяются пять продуктивных словоизменительных классов глаголов и ряд непродуктивных групп:
- в зависимости от принадлежности глагола к I или II спряжению;
- по характеру соотношения основ прошедшего и настоящего времени;
- по характеру образования формы инфинитива.

Пять продуктивных классов глаголов постоянно пополняются — только к ним относятся все новые глаголы, которые заимствуются из других языков или образуются от русских основ с помощью словообразовательных суффиксов. Непродуктивные группы могут пополняться лишь за счёт приставок и постфиксов.
Продуктивные классы:
- 1 класс (I спряжение): чита́-ла — чита́/j-у/т (а — а/j/); чита́-ть (а + ть);
- 2 класс (I спряжение): владе́-ла — владе́/j-у/т (е — е/j/); владе́-ть (е + ть);
- 3 класс (I спряжение): рисова́-ла — рису́/j-у/т (ова — у/j/); рисова́-ть (ова + ть);
- 4 класс (I спряжение): толкну́-ла — толкн-у́т (ну — н); толкну́-ть (ну + ть);
- 5 класс (II спряжение): ходи́-ла — хо́д-ят (и — ø); ходи́-ть (и + ть).

Непродуктивные глаголы объединяются в большое число групп, классификации которых могут быть различными.
Ряд глаголов не входит ни в один из классов и ни в одну из групп, к таким изолированным глаголам относятся так называемые разноспрягаемые глаголы — бежать, хотеть и чтить; имеющие особые, отличные от обоих спряжений, окончания — дать, есть, созда́ть, надое́сть; имеющие супплетивные основы — идти́ (ш-ла — ид-у́т); а также глаголы быть, забы́ть и другие.
Выделяются три наклонения глагола: изъявительное, повелительное и сослагательное. Изъявительное наклонение обозначает действие, происходящее в настоящем, прошедшем или будущем: читаю, читал, буду читать, почитаю и т. д. Повелительное наклонение выражает побуждение. Различают формы 2-го лица единственного числа (читай, давай читать, почитай) и множественного числа (читайте, давайте читать, почитайте), а также так называемые «формы совместного действия»: (давайте) почитаем. Кроме того, повелительное наклонение может быть выражено при помощи частиц пусть (пускай) или да: Пусть он читает; Да будет мир! Формы сослагательного наклонения (читал бы, читали бы и т. д.) выражают предположительность или возможность действия.
Категория времени характерна для глаголов изъявительного наклонения.
В современном русском языке различаются формы настоящего времени (глаголов несовершенного вида), прошедшего времени (глаголов несовершенного и совершенного вида), будущего сложного (глаголов несовершенного вида) и будущего простого (глаголов совершенного вида).
Спряжение глаголов настоящего времени и будущего простого времени:
| Лицо     | I спряжение                   | I спряжение                   | II спряжение    | II спряжение    |
| Лицо     | ед. число                     | мн. число                     | ед. число       | мн. число       |
| -------- | ----------------------------- | ----------------------------- | --------------- | --------------- |
| 1-е лицо | несу́, чита́/j-у/ (чита́ю)       | несём, чита́/j-е/м (чита́ем)    | кричу́, горю́     | кричи́м, гори́м   |
| 2-е лицо | несёшь, чита́/j-е/шь (чита́ешь) | несёте, чита́/j-е/те (чита́ете) | кричи́шь, гори́шь | кричи́те, гори́те |
| 3-е лицо | несёт, чита́/j-е/т (чита́ет)    | несу́т, чита́/j-у/т (чита́ют)    | кричи́т, гори́т   | крича́т, горя́т   |

Формы атематического спряжения (дать, созда́ть, есть и надое́сть) и формы разноспрягаемых глаголов (хоте́ть, бежа́ть и чтить):
| Лицо     | Единственное число | Единственное число | Единственное число | Единственное число | Единственное число | Множественное число | Множественное число | Множественное число | Множественное число | Множественное число |
| -------- | ------------------ | ------------------ | ------------------ | ------------------ | ------------------ | ------------------- | ------------------- | ------------------- | ------------------- | ------------------- |
| 1-е лицо | дам                | ем                 | хочу́               | бегу́               | чту                | дади́м               | еди́м                | хоти́м               | бежи́м               | чтим                |
| 2-е лицо | дашь               | ешь                | хо́чешь             | бежи́шь             | чтишь              | дади́те              | еди́те               | хоти́те              | бежи́те              | чти́те               |
| 3-е лицо | даст               | ест                | хо́чет              | бежи́т              | чтит               | даду́т               | едя́т                | хотя́т               | бегу́т               | чтут / чтят         |

Формы настоящего времени глагола быть в русском языке утрачены, кроме формы 3-го лица единственного числа есть и редко употребляемой книжной формы 3-го лица множественного числа суть. Полная система личных форм этого глагола (бу́ду, бу́дешь, бу́дет; бу́дем, бу́дете, бу́дут) представляет синтетические формы будущего времени.
Спряжение глаголов будущего времени, образуемых аналитическим способом путём соединения личных форм глагола быть с инфинитивом основного глагола:
| Лицо     | Единственное число            | Множественное число           |
| -------- | ----------------------------- | ----------------------------- |
| 1-е лицо | бу́ду чита́ть / бу́ду ходи́ть     | бу́дем чита́ть / бу́дем ходи́ть   |
| 2-е лицо | бу́дешь чита́ть / бу́дешь ходи́ть | бу́дете чита́ть / бу́дете ходи́ть |
| 3-е лицо | бу́дет чита́ть / бу́дет ходи́ть   | бу́дут чита́ть / бу́дут ходи́ть   |

Формы глаголов прошедшего времени образуются прибавлением к основе прошедшего времени суффикса -л- и родового или числового окончания (исключение составляют глаголы с основой на согласную — привы́к, стерёг, вёз, рос и т. п.):
| Единственное число | Единственное число | Единственное число | Множественное число |
| мужской род        | средний род        | женский род        | Множественное число |
| ------------------ | ------------------ | ------------------ | ------------------- |
| чита́л              | чита́ло             | чита́ла             | чита́ли              |

К так называемым атрибутивным формам глагола относят причастия и деепричастие. Для причастий характерны признаки как глагола, так и прилагательного. Для деепричастия — признаки как глагола, так и наречия. Причастия и деепричастие обозначают дополнительное, сопровождающее действие при основном действии, выраженном глаголом-сказуемым. Они выступают в роли полупредикативных членов предложения, формирующих обособленные его части (причастный и деепричастный обороты).
Выделяют четыре формы причастий — причастия действительного и страдательного залога, настоящего и прошедшего времени: чита́ющий, чита́вший, чита́емый, чи́танный. Деепричастия глаголов несовершенного вида имеют формы типа чита́я, бу́дучи (с суффиксами -а, -учи), совершенного вида — типа прочита́в, замёрзши, рассмея́вшись (с суффиксами -в (-вши), -ши).

#### Наречие
Наречие называет признак признака или признак предмета. В первом случае наречие выступает в предложении в формально-синтаксической функции обстоятельства, распространяющего предложение в целом (До́ма — ра́дость) или примыкающего к глаголу, прилагательному или другому наречию. Во втором случае наречие играет роль несогласованного определения (доро́га домо́й) или же некоординируемого сказуемого (Оте́ц — до́ма). К особому типу наречий относятся предикативные наречия с функцией главного члена однокомпонентных безличных предложений типа Ему́ ве́село. Качественные наречия с суффиксом -о могут иметь, как и прилагательные, форму сравнительной степени наряду с основной положительной формой: Кре́пко — кре́пче, Мне гру́стно — ему́ ещё грустне́е. С точки зрения семантики наречия выполняют в предложении роль атрибута или квалификатора, предикативные наречия обозначают предикативный признак.

#### Предлог
Предлог — служебная часть речи, выражающая отношения имён существительных или иных слов в функции существительного к синтаксически подчинённым словам.
Предлоги делятся по формальному строению на первообразные (генетически исконные — для, за, из, ме́жду, на) и непервообразные (ввиду́, во и́мя, сверх, включа́я); а также на простые (из одного слова — в (во), на, по) и составные (в зави́симости, в отли́чие, во избежа́ние).

#### Союз
Союз — служебная часть речи, выражающая связь между частями сложного предложения, между отдельными предложениями в тексте, иногда между членами простого предложения. По синтаксическим свойствам союзы разделяют на сочинительные (и, а, но, и́ли) и подчинительные (что, как, е́сли, потому́ что). Наряду с исконными простейшими союзами в русском языке сформировались различные новообразования: на основе знаменательных и дейктических слов (в зави́симости от того́, что; в результа́те того́, что; несмотря на то, что) и на основе предлогов в сочетании с дейктическими словами (до того́, как; вроде того́, как; всле́дствие того́, что).

#### Частица
Частица — служебная часть речи, служащая для образования аналитических форм слова и для выражения синтаксических и модальных значений предложения.
В зависимости от выполняемых функций выделяют следующие разряды частиц: формообразующие (бы, пусть, да), отрицательные (не, ни), вопросительные (а, ли, неуже́ли, ра́зве), характеризующие действие по протеканию во времени или по результативности (бы́ло, быва́ет, чуть (было) не, то́лько что не), модальные (и, ведь, вон), частицы — утверждающие или отрицающие реплики.

#### Междометие
Междометие представляет собой отдельную группу слов, выполняющих функцию выражения эмоциональных и эмоционально-волевых реакций на какие-либо события действительности (ах, ура́, ну и ну́, поми́луйте). Синтаксические значения междометия — эквивалент высказывания или модальный компонент предложения. Нередко к междометиям относят и звукоподражательные слова (мя́у, ха-ха́, хм, брр).

### Словообразование
К основным способам словообразования в русском языке относят префиксацию, суффиксацию, постфиксацию, субстантивацию, сложение, сращение и неморфемное усечение, или усечение по аббревиатурному принципу, а также различные комбинации перечисленных способов. Наиболее продуктивным способом является суффиксация.

### Синтаксис
Простые предложения в русском языке могут быть однокомпонентными (односоставными) и двукомпонентными (двусоставными). Помимо них, выделяют различные фразеологизированные конструкции, не имеющие формальных синтаксических характеристик.
В качестве главного члена однокомпонентного предложения могут выступать: имя в именительном падеже (Тишина́), инфинитив (Молча́ть!) и иные формы (Сюда́!; Иду́ и т. п.). Двукомпонентные предложения противопоставляются друг другу по признаку согласуемости (координируемости) / несогласуемости (некоординируемости) подлежащего и сказуемого. В предложениях с согласуемыми главными членами в качестве сказуемого могут выступать глагол или имя: Заво́д рабо́тает; Го́род краси́в; Э́тот сад — наш; Оте́ц — инжене́р. Глагол (инфинитив или глагольное междометие) или имя (существительное, неизменяемое прилагательное, наречие) в качестве сказуемого имеют также предложения с несогласуемыми главными членами: Его́ цель — пое́хать в го́род; Татья́на — ах!; Он булты́х в во́ду; Э́та кни́га — интере́снее; Хозя́ин — до́ма.
В активной конструкции отношения между субъектом и объектом в предложении выражены отношением между подлежащим (субъектом) и сказуемым и между сказуемым и дополнением (объектом). В то же время объектные отношения могут выражаться различными формами внутри причастного и деепричастного оборотов, внутри разных видов обособлений; кроме того, изменение значений объекта и субъекта возможно при изменении порядка слов в активной конструкции и переносе объектной формы в субъектную позицию.
В отличие от активной конструкции, в пассивной подлежащее выражает объект, а дополнение (в форме творительного падежа) — субъект.
Порядок слов в предложении в русском языке является свободным. Меняться местами могут любые члены предложения. При этом подобные перестановки слов могут иметь ограничения: не допускается изменять порядок содержательно нерасчленимых синтаксических блоков. Кроме того, изменения порядка слов может приводить к смысловым изменениям, так как порядок слов является активным синтаксическим, темо-рематическим и эмфатическим средством выражения соответствующих значений.
Порядок расположения в предложении его главных и второстепенных членов определяет их синтаксические позиции: подлежащего, сказуемого, дополнения, определения (согласуемого и несогласуемого, а также так называемого обстоятельства) и позиции детерминирующего члена предложения (квалификатора, или распространителя, предложения в целом). Данные позиции отчётливо обозначаются в нейтральной речи, в то же время при определённых условиях возможна большая свобода варьирования за счёт смены позиций. Различают присловные отношения и отношения, возникающие в предложении и определяющие собой его грамматическое устройство. К присловным относят связи, выражающие определительные отношения (согласование, а также разные виды примыкания) и объектные отношения (управление). К синтаксическим отношениям, возникающим в предложении, относится прежде всего координация (Он вошёл — Они́ вошли́ и т. п.) подлежащего со сказуемым (схожая с согласованием, но имеющая иное значение), связь детерминирующего члена с предложением в целом (схожая с примыканием), а также ряд связей, аналогичных согласованию (Он вошёл в ко́мнату весёлый / весёлым; Он прие́хал как ревизо́р / ревизо́ром / в ка́честве ревизо́ра).
Выражение вопроса оформляется специальными интонационными и синтаксическими конструкциями, последние сочетают интонацию с вопросительными местоимениями или частицами.
Сложное предложение включает три типа:
1. Предложения с союзной связью: с сочинительными союзами (и, а, но, и́ли), в которых представлены такие отношения между частями предложения, как соединение, присоединение, перечисление, противопоставление, сопоставление и разделение; с подчинительными союзами (что, что́бы, потому́ что), в которых выделяются главная и зависимая части с изъяснительными, причинными, целевыми, условными, уступительными отношениями и разными видами их контаминаций.
2. Предложения с относительной (местоименной) связью. В таких предложениях связь между его частями оформляется с помощью местоименных слов кто, что, чей, когда́ и т. п. Данный вид связи чаще всего является двусторонним: местоименное слово в придаточной части обычно опирается на местоименный коррелят в главной части: Жара́ така́я, какой не бывало много лет.
3. Для бессоюзных предложений характерны все те виды отношений, которые отмечаются в предложениях с союзной и местоименной связью. Выражением связи между частями бессоюзного предложения является интонация или сочетание интонации и лексических средств, в том числе дейктических. Как исключение эта связь может быть выражена также специальной формой сказуемого: Приди́ он во́время, беды́ бы не случи́лось.

Часто те же отношения, которыми характеризуются сложные предложения, выражают причастные и деепричастные обороты.

В синтаксисе русского языка выделяют также сложное синтаксическое целое (или синтаксическое единство), в котором объединяются несколько простых или сложных предложений или их контаминаций, связываемых союзными, местоименными и прочими синтаксическими средствами.

### Лексика
Лексический фонд русского языка образуют слова, как сложившиеся на основе исконной лексики, так и заимствованные из других языков. По происхождению исконная лексика включает в себя общеиндоевропейский (три, мать, вода́, быть), общеславянский (рука́, ле́то, до́ждь, трава́, коро́ва, хоте́ть, до́брый, бе́лый), восточнославянский (дя́дя, семья́, хоро́ший, со́рок, тепе́рь) и собственно русский лексические пласты. Производные слова, созданные по русским словообразовательным моделям, составляют в русском языке до 95 % всего словарного состава. Заимствованная лексика различается по времени и по источникам заимствования, значительную её часть образуют церковнославянизмы.
Славянизмы или церковнославянизмы в русском языке (заимствования из старославянского и церковнославянского языков) выделяются по нескольким признакам: по неполногласным сочетаниям ра, ре, ла, ле (соответствуют исконно русским — оро, ере, оло, еле): враг — во́рог, дре́во — де́рево, власть — во́лость, плен — поло́н; по сочетаниям ра, ла в начале слова (в соответствии с ро, ло): ра́вный — ро́вный, ладья́ — ло́дка; по сочетанию жд (в соответствии с ж): чу́ждый — чужо́й; по наличию фонемы щ (в соответствии с ч): освеща́ть — свеча́; е — в начале слова (в соответствии с о): еди́ный — оди́н; а — в начале слова (в соответствии с я): а́гнец — ягнёнок и т. д. В русском языке славянизмы подверглись стилистической и семантической ассимиляции, при этом часть из них слилась с исконно русской лексикой (о́бласть, среда́, достоя́ние), другая вошла в состав так называемой высокой и поэтической лексики (внимать, глас, созидать, таинство), третья вошла в категорию устаревших слов. Ряд славянизмов сосуществует с собственно русскими дублетами, различающимися по значению или стилистически: власть / во́лость, глава́ / голова́. Значительная часть славянизмов представляет собой кальки греческих слов.
Помимо славянизмов к ранним заимствованиям в русском языке относятся также грецизмы. Они проникали как устным путём при контактах с византийцами или болгарами (крова́ть, па́рус, хор, тетра́дь, кедр), так и книжно-письменным путём, в основном посредством старославянского языка (а́нгел, апо́стол, ева́нгелие, ико́на, мона́х). Кроме того, в древнейших памятниках русского языка представлены тюркизмы: алты́н, арка́н, барсу́к, башма́к, каза́к, сара́й, сунду́к. Из финских языков в ранний период в русский проникли такие слова, как сёмга, ту́ндра, пурга́, пи́хта; из скандинавских — крюк, ларь, кнут, се́льдь. Ряд заимствований из германских языков восходит ещё к общеславянской эпохе (бук, карп, князь, коро́ль, хлев), в древнерусский период появились такие германские слова, как ба́рхат, вал и другие.
Заимствование из греческого языка продолжилось в более позднюю эпоху (в XVII—XIX веках), но уже через посредство западноевропейских языков, в первую очередь французского (философия, меха́ника, иде́я, поли́тика, дра́ма, поэ́зия). Также из западноевропейских языков — французского, немецкого, польского — в русский язык (в основном в XVII—XVIII веках) проникали латинизмы: гло́бус, объе́кт, прокуро́р, ре́ктор, шко́ла.
В XVI—XVII веках польский язык стал ведущим источником заимствований, в русский из него проникли такие слова, как а́дрес, аккура́тный, бу́лка, зая́длый, осо́ба, рыча́г, справедли́вый и т. д. Помимо латинизмов через польский язык в русский заимствовано много слов из романских и германских языков.
Начиная с эпохи Петра I заимствование из западноевропейских языков особенно активизируется. В XVIII—XIX веках из голландского языка заимствуются такие слова, как абрико́с, га́вань, дрель, дюйм, зо́нтик, конво́й, матро́с, флю́гер, шторм; из немецкого — абза́ц, бутербро́д, га́лстук, парикма́хер, цифербла́т, штамп; из французского — аванга́рд, бале́т, вестибю́ль, гала́нтный, жанр, жест, кафе́, меню́, наи́вный, пальто́, пейза́ж, прести́ж, сюже́т; из итальянского — виртуо́з, либре́тто, сона́та, шпа́га; из английского — бойко́т, комфо́рт, ли́дер, ми́тинг, спорт, тексти́ль, чемпио́н и другие слова. Ряд лексем возник путём калькирования слов западноевропейского происхождения: предме́т (лат. objectum), влияние (фр. influence), изы́сканный (фр. recherché), всесторо́нний (нем. allseitig).
В XX веке основным источником заимствований становится английский язык (аквала́нг, би́знес, дете́ктор, компью́тер, конте́йнер, ла́йнер, нейтро́н, пика́п, сейф, та́нкер, шо́рты, шо́у); заимствуется лексика также из французского (дема́рш, пацифи́зм, репорта́ж), немецкого (рента́бельный, шля́гер), итальянского (автостра́да, са́льто) и других языков. На рубеже XX—XXI веков в русском появляются такие англицизмы, как ба́ртер, и́мидж, инве́стор, ма́рке́тинг, менеджмент, офшо́р, рие́лтор, три́ллер, хо́лдинг.
Кроме этого, источниками заимствований для русского языка наряду с тюркскими были и другие восточные языки: персидский (база́р, бирюза́, изъя́н), арабский (кинжа́л, кандалы́, бу́сы, шариа́т), японский (кимоно́, дзюдо́, ге́йша), китайский и т. д. Ряд заимствований пришли помимо польского из других славянских языков: чешского (бе́женец, грубия́н, ро́бот), украинского (банду́ра, гопа́к, жупа́н, хлеборо́б) и других языков.
Особое место в современном русском языке занимает интернациональная лексика, употребляемая, как правило, в специальных языковых сферах. Чаще всего интернационализмы имеют латинские и греческие корни.

## История изучения

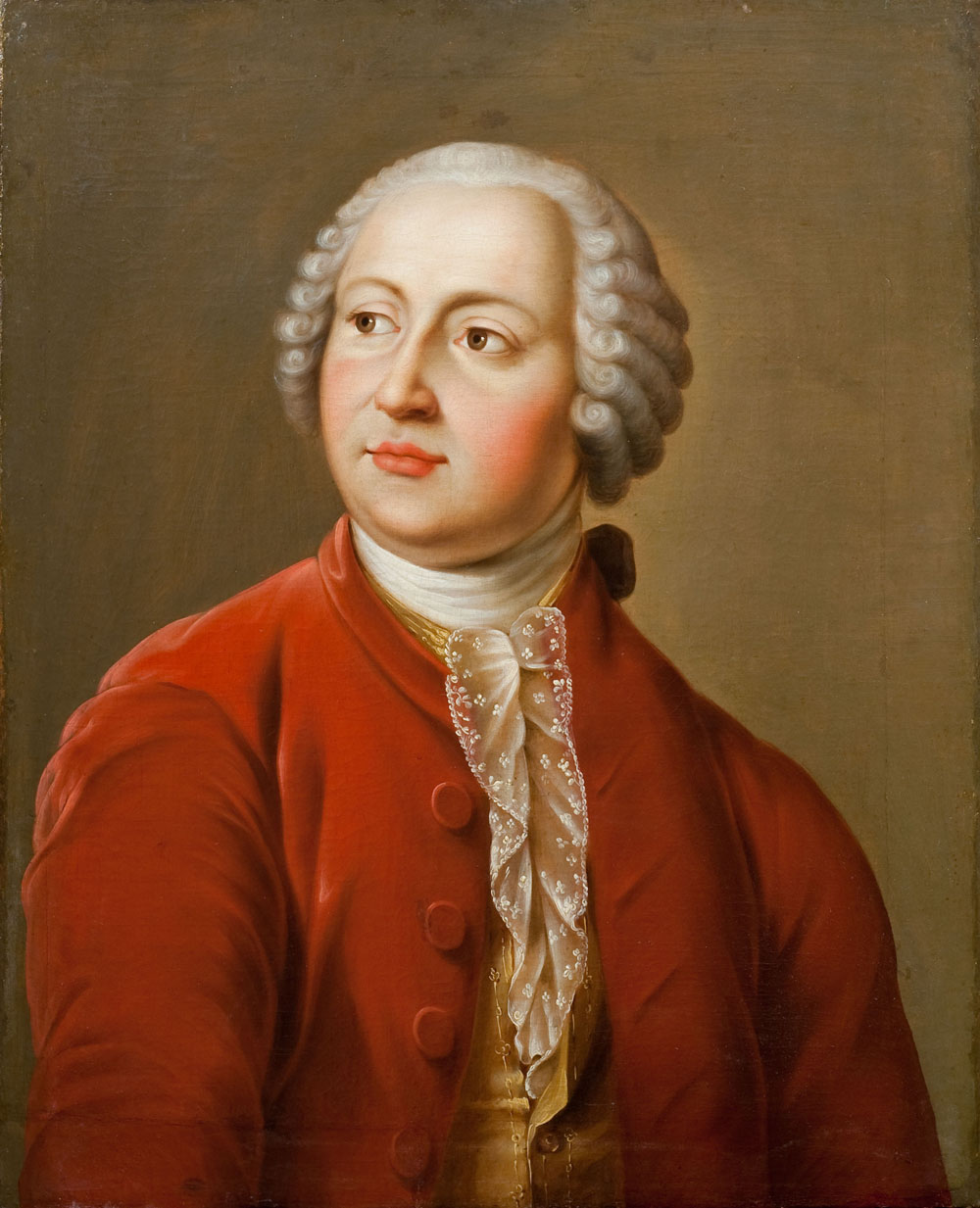
М. В. Ломоносов

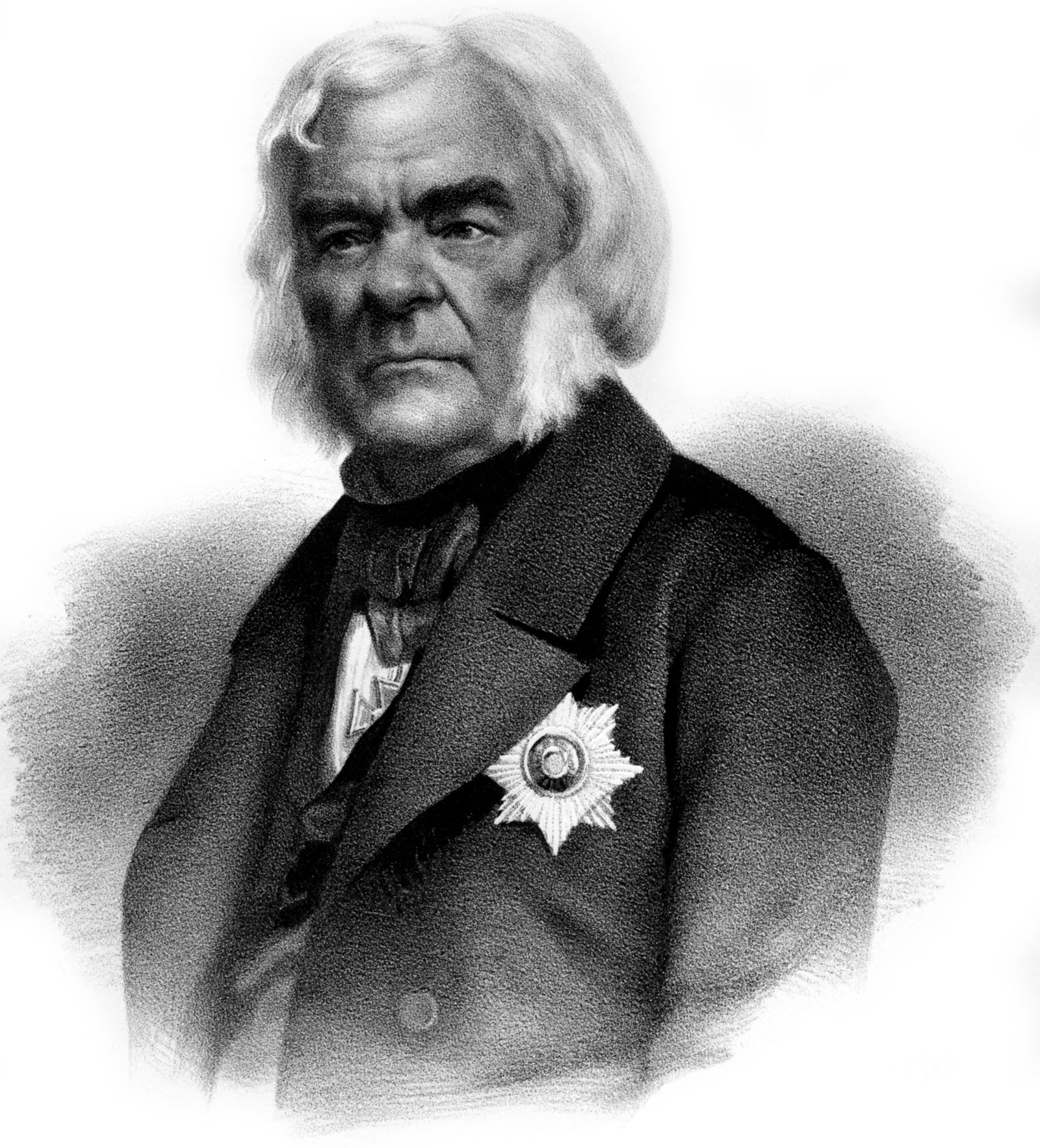
А. Х. Востоков

К теме изучения русского языка, начиная с XVII века, обращались такие учёные, как Л. И. Зизаний, М. Смотрицкий, Н. Г. Курганов, В. Е. Адодуров, А. А. Барсов и другие, но по-настоящему системный научный подход в исследовании русского языка обнаруживается лишь с середины XVIII века в работах М. В. Ломоносова, который считается основателем современной русистики. М. В. Ломоносов стал автором первого научного описания русского языка, «Российской грамматики» (1755) и создателем теории трёх стилей («Предисловие о пользе книг церковных в российском языке», 1758). Эти труды заложили основу для последующего формирования единых норм русского литературного языка. Влияние М. В. Ломоносова отражено и в становлении русской лексикографии — его теория и практика стали ориентиром для составителей первого словаря русского языка, «Словаря Академии Российской» (1789—1794).

Одна из страниц «Словаря Академии Российской» (1789)

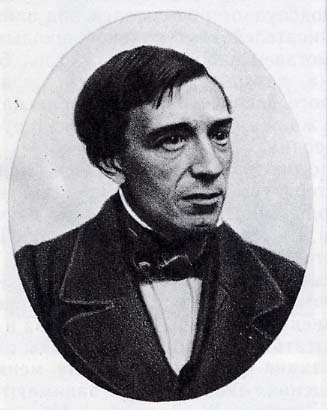
И. И. Срезневский

В первой половине и середине XIX века изучением русского языка занимаются такие исследователи, как А. Х. Востоков, И. Ф. Калайдович, Н. И. Греч, Г. П. Павский, И. И. Давыдов, К. С. Аксаков, Н. П. Некрасов и другие.
Особое место в истории русистики занимают работы А. Х. Востокова, посвящённые изучению памятников древнеславянской письменности и грамматики русского и других славянских языков.
Одним из наиболее крупных исследователей русского языка в XIX веке был также И. И. Срезневский. Основной сферой его научной деятельности была история русского языка («Мысли об истории русского языка», 1849), в том числе и исследования памятников древней славянской и русской письменности. И. И. Срезневский является автором «Материалов для словаря древнерусского языка» (в 3 томах, 1893—1903). Кроме того, вместе с А. Х. Востоковым он стоял у истоков русской диалектологии — благодаря усилиям этих учёных в 1852 году был издан «Опыт областного великорусского словаря».
Значительный вклад в исследование русского языка в середине — второй половине XIX века внесли Ф. И. Буслаев (автор первой русской исторической грамматики — «Опыт исторической грамматики русского языка», 1858), В. И. Даль (составитель «Толкового словаря живого великорусского языка», в 4 томах, 1863—1866), русско-украинский языковед, основатель харьковской лингвистической школы А. А. Потебня (автор труда «Из записок по русской грамматике», в 4 томах, 1874—1941) и Я. К. Грот, начавший издание нормативного академического словаря русского литературного языка и упорядочивший русское правописание, его правила («Русское правописание», 1885) стали образцовыми вплоть до орфографической реформы 1917—1918 годов.

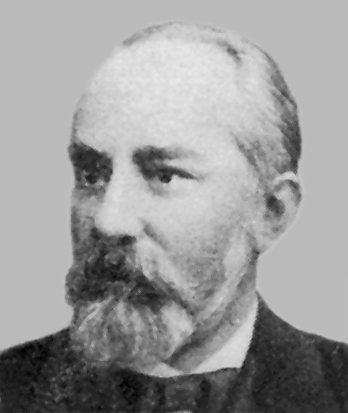
А. И. Соболевский

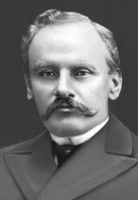
А. А. Шахматов

Изучение русского языка на рубеже XIX—XX веков связано с такими именами, как Ф. Ф. Фортунатов (крупнейший представитель сравнительно-исторического языкознания, возглавлявший московскую лингвистическую школу), А. А. Шахматов (основатель таких направлений современной русистики, как исследование современного литературного языка, русская диалектология, лингвистическая текстология и т. д.), А. И. Соболевский (крупнейший исследователь древней русской письменности, истории русского языка и диалектов), И. А. Бодуэн де Куртенэ (создатель казанской лингвистической школы и позже — петербургской лингвистической школы, основоположник фонологии, учения о морфемах и современных методов синхронического изучения языковой системы) и т. д. Идеи Ф. Ф. Фортунатова развивали его ученики — М. Н. Петерсон, Н. Н. Дурново, А. М. Пешковский, Д. Н. Ушаков и другие. Последователями А. А. Шахматова стали Л. В. Щерба, В. В. Виноградов, А. И. Соболевского — Н. М. Каринский. Наряду с И. А. Бодуэном де Куртенэ яркими представителями казанской школы стали Н. В. Крушевский и В. А. Богородицкий.
В 1920—1930‑х годах появляется большое число работ по исследованию русского языка в различных областях языкознания, развиваются новые направления в русистике. В области диалектологии отмечаются работы Е. Ф. Карского, А. М. Селищева, П. Я. Черных; в области грамматической структуры — работы С. П. Обнорского, А. М. Пешковского, Н. Н. Дурново, М. Н. Петерсона; в области исследований русского литературного языка и его истории — работы В. В. Виноградова, Л. А. Булаховского; в области фонетики и литературного произношения — работы В. А. Богородицкого, Д. Н. Ушакова, Л. В. Щербы; в области истории языка — работы Н. Н. Дурново, Б. А. Ларина; в области лексикографии — работы Л. В. Щербы и т. д.
В 1940—1980‑х годах изучение русского языка продолжает активно развиваться. Многочисленные аспекты исторической русистики отражены в исследованиях В. И. Борковского, С. И. Коткова, П. С. Кузнецова, Т. П. Ломтева, С. П. Обнорского, Ф. П. Филина, П. Я. Черных, Л. П. Якубинского; труды по русской диалектологии издают Р. И. Аванесов, К. Ф. Захарова, В. Г. Орлова, К. В. Горшкова, С. В. Бромлей, Л. Н. Булатова, И. Б. Кузьмина; в области фонетики и фонологии появляются работы представителей московской фонологической школы — Р. И. Аванесова, А. А. Реформатского, П. С. Кузнецова, М. В. Панова, представителей ленинградской фонологической школы — Л. Р. Зиндера, М. И. Матусевич; в области орфоэпии — работы Р. И. Аванесова и Н. А. Еськовой; в области интонации — работы Е. А. Брызгуновой, Т. М. Николаевой; в области грамматики — работы В. Н. Сидорова, П. С. Кузнецова, Н. С. Поспелова, Т. П. Ломтева, А. В. Исаченко, Б. Н. Головина, Ю. С. Маслова, Н. Ю. Шведовой, Д. Н. Шмелёва, А. В. Бондарко, А. А. Зализняка, Ю. Д. Апресяна, И. П. Мучника, Г. А. Золотовой, В. А. Белошапковой, Н. Д. Арутюновой, И. А. Мельчука, Е. В. Падучевой, Т. В. Булыгиной, Е. Н. Ширяева; в области словообразования — работы Г. О. Винокура, Е. А. Земской, Н. М. Шанского, В. В. Лопатина, И. С. Улуханова, А. Н. Тихонова, Г. С. Зенкова, Н. А. Янко-Триницкой, И. Г. Милославского; в области лексикологии — работы С. И. Ожегова, О. С. Ахмановой, Ю. С. Сорокина, Л. Л. Кутиной, Д. Н. Шмелёва, Ю. Н. Караулова, Ф. П. Сороколетова, П. Н. Денисова; в области стилистики и языка художественной литературы — работы Г. О. Винокура, Б. В. Томашевского, Б. А. Ларина, И. С. Ильинской, А. Д. Григорьевой, В. П. Григорьева, Т. Г. Винокур, Е. А. Иванчиковой; в области истории русского литературного языка — работы Г. О. Винокура, Б. А. Ларина, Ю. С. Сорокина, Б. А. Успенского и т. д.

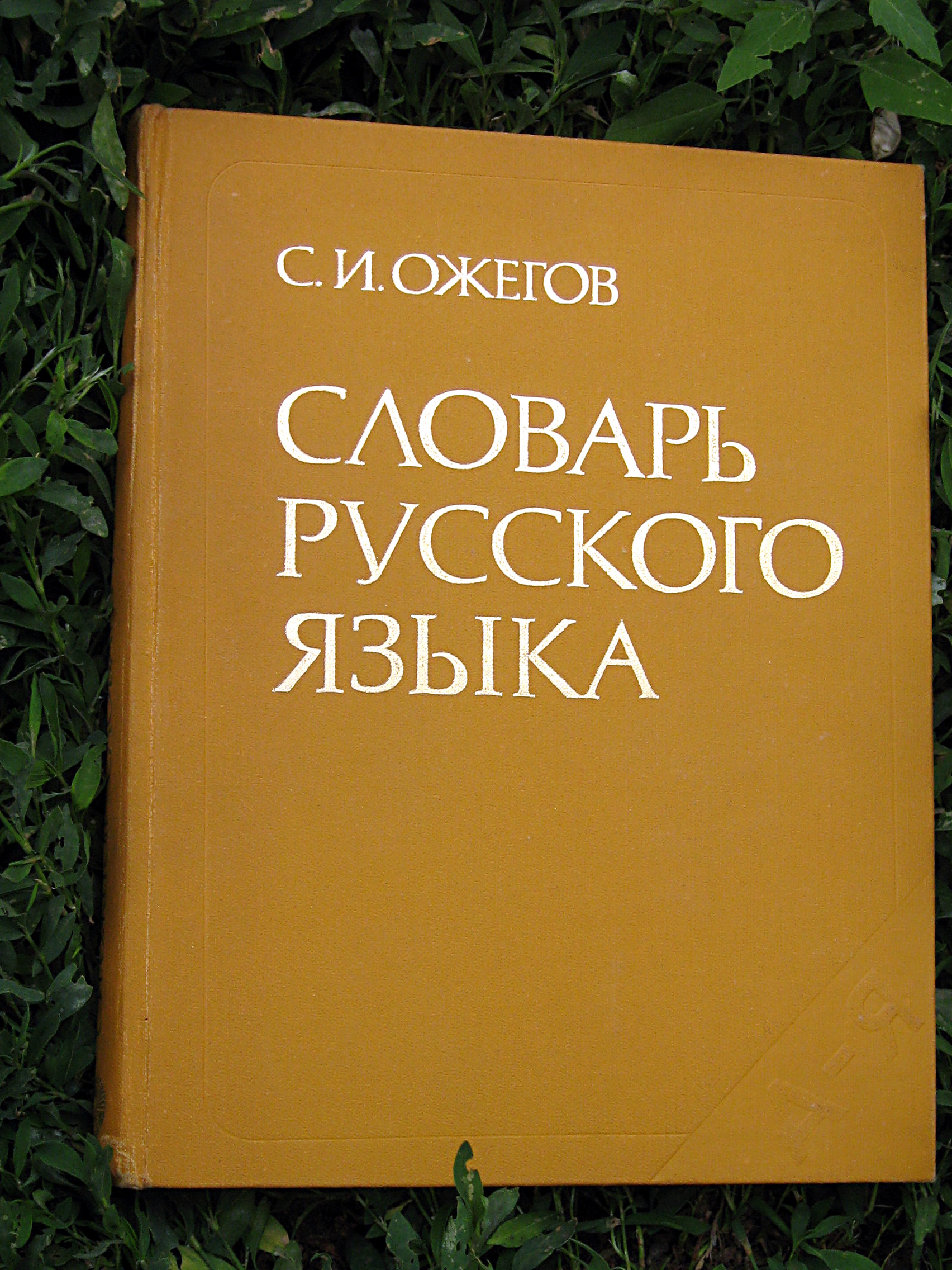
Словарь С. И. Ожегова

Важнейшие направления развития русистики второй половины XX века были определены в трудах В. В. Виноградова и в традициях созданной им лингвистической школы.
Значительными вехами в истории изучения русского языка являются академические издания таких работ, как грамматики русского языка, в частности, «Грамматика русского языка» под редакцией. В. В. Виноградова (1952—1954), «Грамматика современного русского литературного языка» (1970, под редакцией Н. Ю. Шведовой), «Русская грамматика» (в 2 томах, 1980, под редакцией Н. Ю. Шведовой), «Историческая грамматика русского языка» (1978—1982); краткая энциклопедия «Русский язык» (1979, переиздана в 1997); этимологические словари (в том числе русское издание словаря М. Фасмера, в 4 томах, 1986—1987); исторические словари; нормативные словари литературного языка (под редакцией Д. Н. Ушакова, 1935—1940, под редакцией С. И. Ожегова, 1949, под редакцией Н. Ю. Шведовой, 1972); «Словарь русского языка» (под редакцией А. П. Евгеньевой, 2 издание, 1981—1984) и Словарь современного русского литературного языка (3-е издание, с 2004); «Словарь русских народных говоров» (под редакцией Ф. П. Филина, в 20 томах, 1965—1985) и региональные диалектологические словари; «Грамматический словарь русского языка» А. А. Зализняка (1977), «Орфоэпический словарь русского языка» (под редакцией Р. И. Аванесова, 1983, позднее под редакцией Н. А. Еськовой) и т. д.
Важнейшим достижением в области диалектологии стало составление сводного диалектологического атласа русского языка (1986—2005).
Продолжается публикация памятников древнерусской и великорусской письменности, в том числе и грамот на бересте.
Проводятся исследования русской разговорной речи, изучение русского языка как иностранного,
составляется национальный корпус русского языка.

### Комментарии
1. ↑  Помимо Института русского языка РАН, в список высших учебных заведений и иных организаций, которыми проводится экспертиза грамматик, словарей и справочников, содержащих нормы современного русского литературного языка при его использовании в качестве государственного языка Российской Федерации, включены Государственный институт русского языка имени А. С. Пушкина, Московский государственный университет имени М. В. Ломоносова и Санкт-Петербургский государственный университет.
2. ↑  Как разность между общим числом говорящих (134,3 млн чел.) и числом говорящих, для которых русский является родным языком (111,5 млн чел.).
3. ↑  В XVIII веке наряду с названием «русский язык» употреблялось также название «российский язык», а до начала XX века параллельно использовалось название «великорусский язык».
4. 1 2 3  Число гласных фонем в русском языке определяется по-разному в зависимости от взгляда одной из двух основных фонологических школ: московская фонологическая школа считает гласные и и ы вариантами одной фонемы, петербургская — двумя разными фонемами.
5. 1 2  Данная группа говоров не вошла в классификацию русских диалектов, опубликованную в работе К. Ф. Захаровой и В. Г. Орловой «Диалектное членение русского языка» (1970), поскольку её ареал, рассматриваемый как часть ареала говоров позднего формирования, в период создания классификации не включался в сферу диалектологических исследований. В издании «Русской диалектологии» 2005 года, в которой эта группа выделена, её место в ареале наречия не указывается.
6. ↑  Самыми частотными буквами русского алфавита являются (в порядке убывания частотности) гласные о, е, а, и.
7. 1 2 3 4 5 6 7 8 9 10  У неодушевлённых существительных формы винительного падежа совпадают с формами именительного падежа.
8. 1 2 3 4  У одушевлённых существительных формы винительного падежа совпадают с формами родительного падежа.